# Jordánsko
Jordánsko, plným názvem Jordánské hášimovské království, je stát na Blízkém východě v jihozápadní Asii, který na severu sousedí se Sýrií, na východě s Irákem, na jihu se Saúdskou Arábií a na západě s Izraelem a okupovanými palestinskými územími, na jihozápadě má krátký přístup k Rudému moři. Podél západní hranice země protéká řeka Jordán, která se vlévá do Mrtvého moře. Jordánsko je polopouštní země o rozloze 89 000 km2 s 11,5 milionu obyvatel, což z něj činí jedenáctou nejlidnatější arabskou zemi. Hlavním a největším městem (a nejlidnatějším městem Levanty) je Ammán, dalšími významnými městy jsou Zarká a Irbid. Úředním jazykem je arabština, 95 % obyvatel země jsou sunnitští muslimové, zbytek tvoří převážně arabští křesťané.
Dnešní Jordánsko je obýváno lidmi již od paleolitu. Na konci doby bronzové vznikla v Transjordánsku tři království: Ammón, Moáb a Edóm. Ve třetím století př. n. l. založili arabští Nabatejci své království s centrem v Petře. Mezi pozdější vládce transjordánské oblasti patří Asyrská, Babylonská, Římská, Byzantská, Rášidská, Umajjovská, Abbásovská a Osmanská říše. Po Arabském povstání proti Osmanům v roce 1916 během první světové války došlo k rozdělení většího syrského regionu, což vedlo k vytvoření Emirátu Transjordánsko v roce 1921, který se stal britským protektorátem. V roce 1946 země získala nezávislost a stala se oficiálně známou jako Jordánské hášimovské království. Během arabsko-izraelské války v roce 1948 země obsadila a anektovala Západní břeh Jordánu, dokud jej v roce 1967 neobsadil Izrael. Jordánsko se v roce 1988 vzdalo nároku na toto území ve prospěch Palestinců a v roce 1994 podepsalo mírovou smlouvu s Izraelem.
Jordánsko zůstalo většinou nedotčeno násilnostmi, které zachvátily region po arabském jaru v roce 2010. Již od roku 1948 Jordánsko přijímalo uprchlíky z mnoha sousedních zemí, které se ocitly v konfliktu. Odhaduje se, že k roku 2015 v Jordánsku pobývalo 2,1 milionu palestinských uprchlíků, z nichž většina má jordánské občanství, a také 1,4 milionu syrských uprchlíků. Království je také útočištěm pro tisíce křesťanských Iráčanů, kteří prchají před pronásledováním. Přestože Jordánsko nadále přijímá uprchlíky, velký příliv syrských uprchlíků během roku 2010 značně zatížil národní zdroje a infrastrukturu.
Svrchovaný stát je sice konstituční monarchií, ale král má rozsáhlé výkonné a zákonodárné pravomoci. Jordánsko patří mezi rozvojové země, v indexu lidského rozvoje se umístilo na 99. místě, podle definice Světové banky je zemí s nižšími středními příjmy. Ekonomika, která je jednou z nejmenších ekonomik v regionu, je pro zahraniční investory atraktivní díky kvalifikované pracovní síle. Země je významnou turistickou destinací a díky rozvinutému zdravotnictví přitahuje také zdravotní turistiku. Hospodářský růst nicméně brzdí nedostatek přírodních zdrojů, velký příliv uprchlíků a regionální nepokoje.  Jordánsko je zakládajícím členem Ligy arabských států a Organizace islámské spolupráce, je členem Organizace spojených národů, Hnutí nezúčastněných zemí, Světové banky,Světové obchodní organizace, partnerem OBSE a je součástí Evropské politiky sousedství.

## Název
Jordánsko je pojmenováno podle řeky Jordán, která tvoří většinu severozápadní hranice země. O původu názvu řeky existuje několik teorií, ale nejpravděpodobnější je, že pochází z hebrejského slova jarad (ירד), „klesající“, což odráží spád řeky.  Velká část území, které tvoří dnešní Jordánsko, se historicky nazývala Transjordánsko, což znamená „za Jordánem“; tento termín se používá pro označení území na východ od řeky. Hebrejská bible pro toto území používá termín עבר הירדן Ever ha'Jarden (doslova „druhá strana Jordánu“).
Rané arabské kroniky nazývají řeku Al-Urdunn (termín příbuzný s hebrejským Jarden). Jund Al-Urdunn byl vojenský okrsek kolem řeky v raném islámském období. Později, během křížových výprav na počátku druhého tisíciletí, bylo v oblasti zřízeno knížectví  Zajordánsko.

## Historie

### Starověk

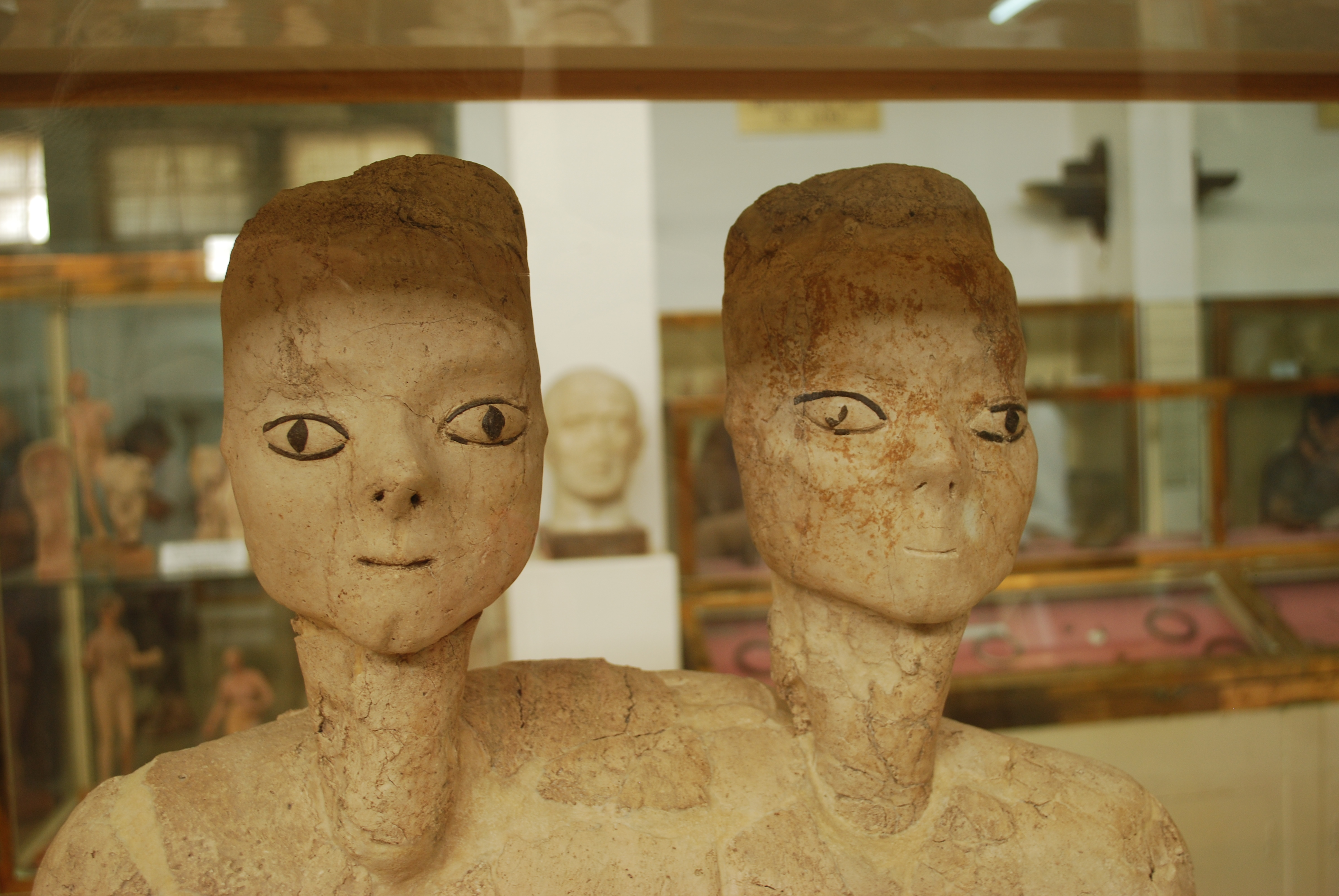
Sochy 'Ajn Ghazal (cca 7250 př. n. l.) objevené v Ammánu jsou jedny z nejstarších lidských soch, které kdy byly nalezeny.

Nejstarší známé doklady o osídlení dnešního Jordánska hominidy pocházejí z doby před nejméně 200 000 lety. Jordánsko je bohatým zdrojem ostatků paleolitických lidí (starých až 20 000 let) díky své poloze v Levantě, kde se sbíhaly různé migrace z Afriky, a vlhčímu klimatu v pozdním pleistocénu, což přispělo k vytvoření četných mokřadů, uchovávající ostatky. Dřívější jezerní prostředí přitahovalo různé skupiny hominidů a bylo zde nalezeno několik pozůstatků nástrojů z pozdního pleistocénu. Vědci nalezli nejstarší známé doklady výroby chleba na světě na 14 500 let starém nálezu z období natúfienské kultury v severovýchodní poušti Jordánska.
 

V období neolitu (10 000–⁠⁠⁠⁠⁠⁠4 500 př. n. l.) zde došlo k přechodu od kultury lovců a sběračů ke kultuře se založenými početnými zemědělskými vesnicemi. 'Ain Ghazal, jedna z takových vesnic, která se nachází ve východní části dnešního Ammánu, je jednou z největších známých prehistorických osad na Blízkém východě. Byly zde objeveny desítky sádrových soch lidské postavy, datovaných do roku 7250 př. n. ⁠⁠⁠l. nebo dříve; jde o jedno z nejstarších velkoplošných vyobrazení člověka, které kdy bylo nalezeno. V období chalkolitu (4500–⁠⁠⁠⁠⁠⁠3600 př. n. l.) vyrostlo v Transjordánsku několik osad včetně Tulaylet Ghassul v Jordánském údolí; řada kruhových kamenných ohrad ve východní čedičové poušti ze stejného období dlouho mátla archeology. 

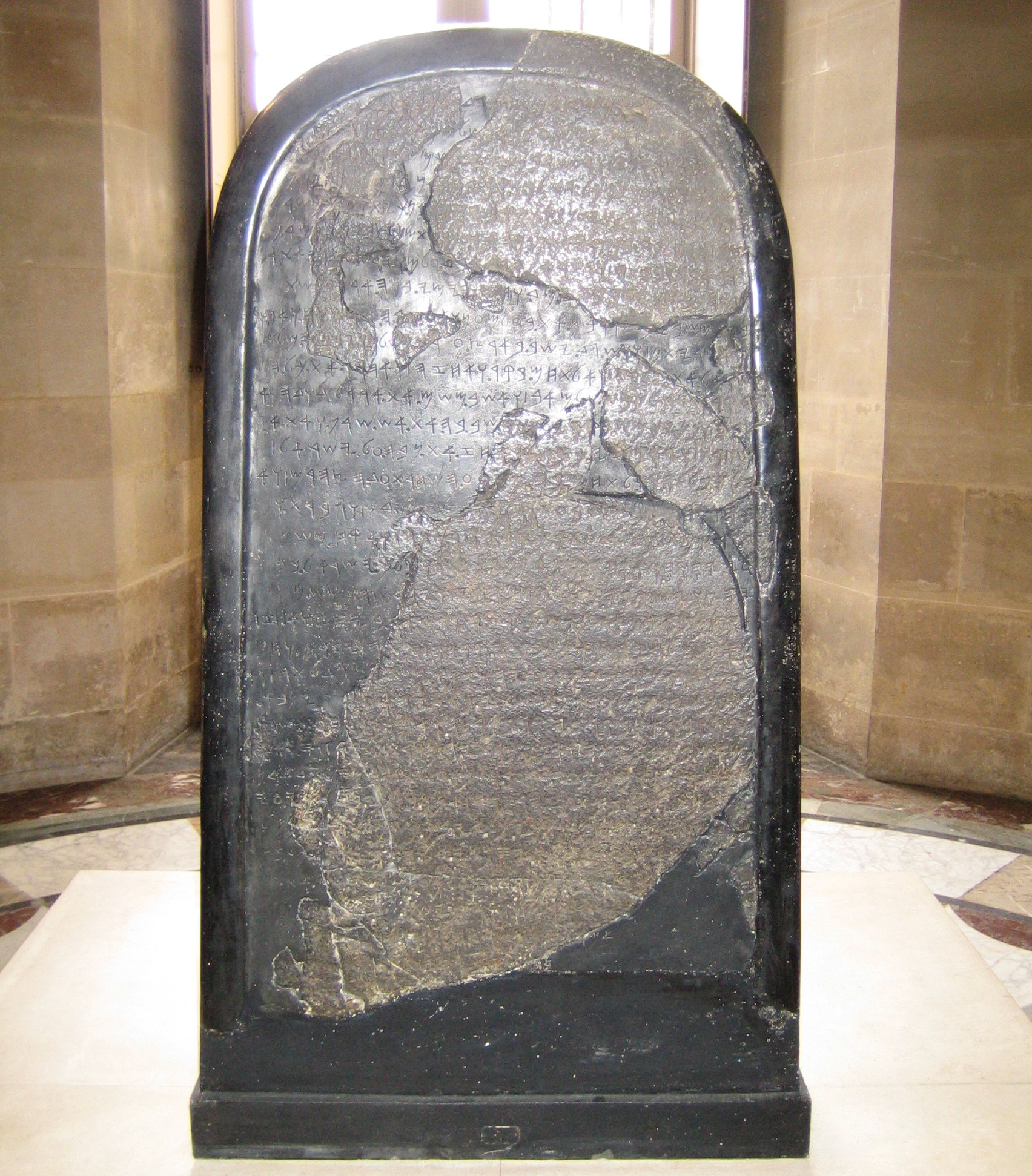
Mešova stéla (asi 840 př. n. l.) zaznamenává slávu Méšiho, moábského krále, vystavená v muzeu Louvre.

Na počátku doby bronzové (3600–⁠⁠⁠⁠⁠⁠1200 př. n. l.) se v jižní Levantě poprvé objevila opevněná města a městská centra. Oblast Wádí Fejnán se stala regionálním centrem těžby mědi: kov se ve velkém měřítku využíval k výrobě bronzu. Na Blízkém východě vrcholil obchod a pohyb lidí, šířily se kulturní inovace a rozšiřovaly se celé civilizace. Osady v Transjordánsku se rychle rozšiřovaly v oblastech se spolehlivými vodními zdroji a ornou půdou. Staroegyptské obyvatelstvo expandovalo směrem do Levanty a začalo ovládat oba břehy Jordánu.
V době železné (1200–⁠⁠⁠⁠⁠⁠332 př. n. ⁠⁠l.), po odchodu Egypťanů, se v Transjordánsku nacházela království Ammón, Edóm a Moáb. Tito lidé mluvili semitskými jazyky ze skupiny kanaánských jazyků; archeologové dospěli k závěru, že jejich polis byly spíše kmenovými královstvími než státy. Ammón se rozkládal na Ammánské náhorní plošině, Moáb na náhorní plošině východně od Mrtvého moře a Edóm v oblasti kolem Vádí al-Araba na jihu. Severozápadní oblast Transjordánska, tehdy známá jako Gileád, byla osídlena Izraelity. Tato tři království se neustále střetávala se sousedními hebrejskými královstvími Izraele a Judy, jejichž středisko se nacházelo západně od řeky Jordán. Jedním z dokladů je Mešova stéla, kterou nechal postavit moábský král Méši v roce 840 př. n. l.; na nápisu na ní se chválí za stavební projekty, které v Moábu zahájil, a připomíná svou slávu a vítězství nad Izraelity. Stéla představuje jednu z nejvýznamnějších archeologických paralel ke zprávám zaznamenaným v Bibli. Ve stejné době Izrael a Aramejsko-damašské království soupeřily o kontrolu nad Gileádem.
Kolem let 740–⁠⁠⁠⁠⁠⁠720 př. n. l. byly Izrael a Aram-Damašek dobyty novoasyrskou říší. Království Ammón, Edóm a Moáb byla podrobena, ale bylo jim umožněno zachovat si určitou míru nezávislosti. V roce 627 př. n. l. pak po rozpadu asyrské říše převzali kontrolu nad oblastí Babyloňané. Přestože království podporovala Babyloňany proti Judsku při vyplenění Jeruzaléma v roce 597 př. n. l., o deset let později se proti Babylónu vzbouřila. Království se stala vazaly, což si udržela i v perské a helénské říši. Na počátku římské nadvlády kolem roku 63 př. n. l. ztratila království Ammón, Edóm a Moáb svou svébytnost a byla asimilována do římské kultury.  Někteří Edómci přežili déle –⁠⁠⁠⁠⁠⁠ vyhnáni Nabatejci se přestěhovali do jižního Judee, které se stalo známým jako Idumea; později je Hasmoneovci obrátili na judaismus.

### Klasické období

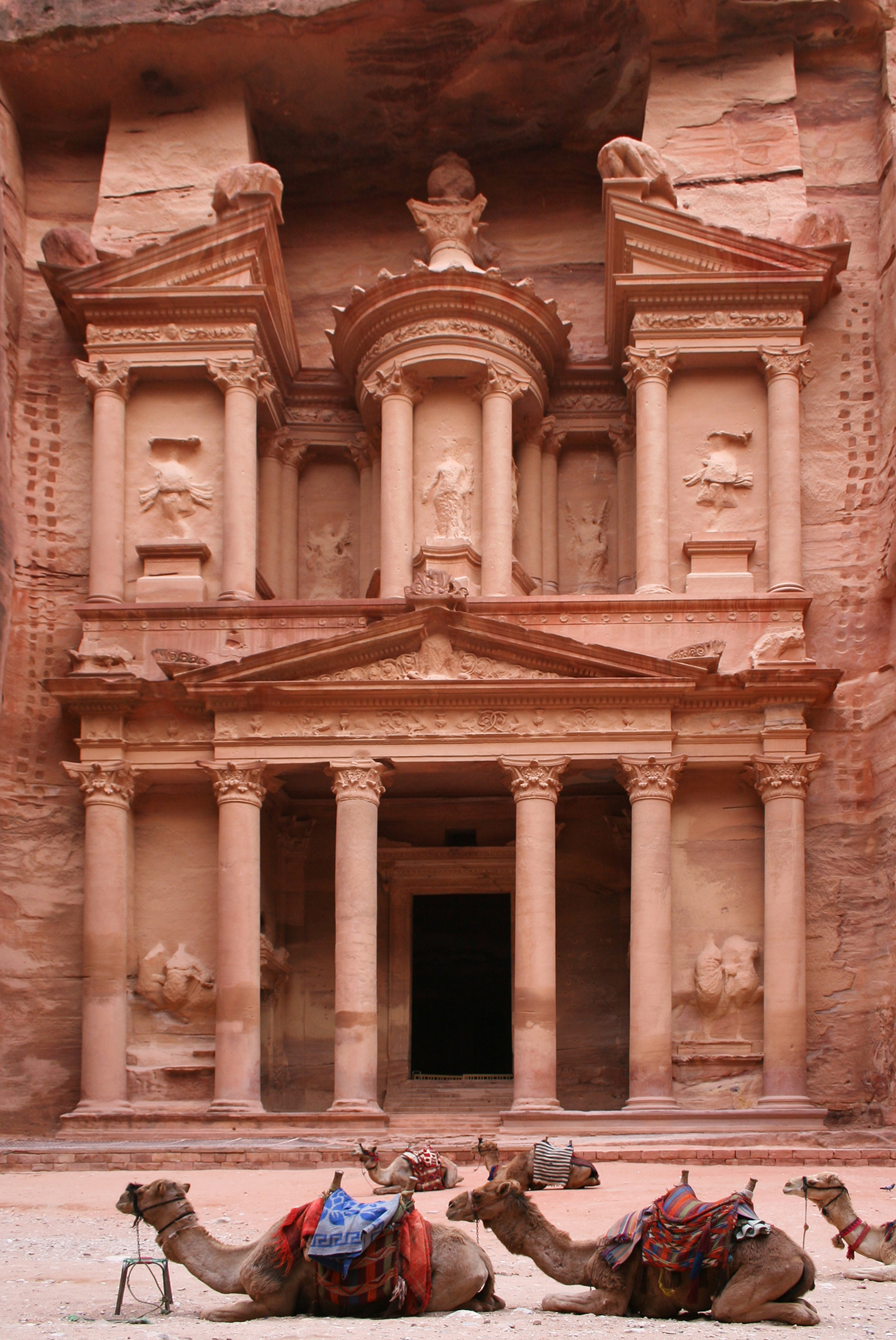
Petra, jeden ze 7 nových divů světa, obsahuje Al-Khazneh, považovaný za mauzoleum nabatejského krále Aretase IV. z 1. století n. l.

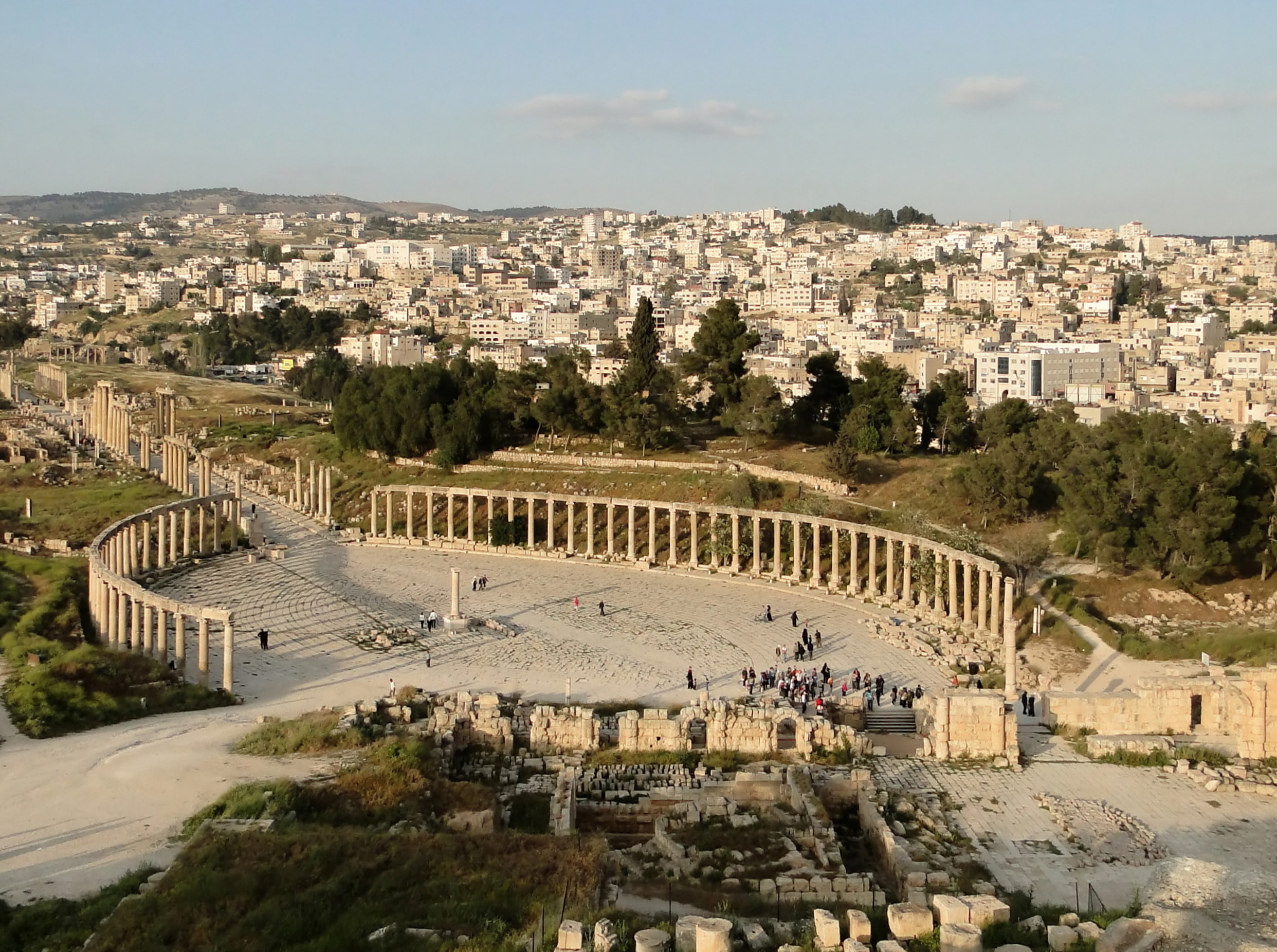
Oválné fórum v Džeraši (asi 1. stol. n. l.), tehdejším členu řecko-římské ligy deseti měst, Dekapole, z nichž sedm se nachází v dnešním Jordánsku.

Dobytí Perské říše Alexandrem Velikým v roce 332 př. n. l. přineslo na Blízký východ helénistickou kulturu. Po Alexandrově smrti v roce 323 př. n. l. se říše rozdělila mezi jeho generály a nakonec se o velkou část Transjordánska přeli Ptolemaiovci sídlící v Egyptě a Seleukovci sídlící v Sýrii. Nabatejcům, kočovným Arabům žijcím jižně od Edómu, se podařilo v roce 169 př. n. l. založit nezávislé království tím, že využili bojů mezi dvěma řeckými mocnostmi. Nabatejské království kontrolovalo velkou část obchodních cest v regionu a rozkládalo se na jihu podél pobřeží Rudého moře až do pouště Hidžas, na severu až k Damašku, který krátce ovládalo (85–⁠⁠⁠⁠⁠⁠71 př. n. l.). Nabatejci díky kontrole obchodních cest zbohatli a často vzbuzovali závist svých sousedů. Petra, hlavní město Nabatejců, vzkvétala v 1. století n. l. díky rozsáhlým vodním zavlažovacím systémům a zemědělství. Nabatejci byli talentovaní kamenosochaři a v 1. století n. l. postavili svou nejpropracovanější stavbu Al-Khazneh, která je považována za mauzoleum arabského nabatejského krále Aretase IV.
V roce 63 př. n. l. dobyly římské legie pod vedením Pompeia velkou část Levanty a zahájily tak období římské nadvlády, které trvalo čtyři století. V roce 106 n. l. císař Traján bez odporu anektoval Nabatejsko a přestavěl Královskou cestu, která se stala známou jako silnice Via Traiana Nova. Římané poskytli řeckým městům v Transjordánsku - Filadelfii (Ammán), Gerase (Džaraš), Gedaře (Umm Kvajs), Pelle (Tabakat Fahl) a Arbilu (Irbid) - a dalším helénistickým městům v Palestině a jižní Sýrii určitou úroveň autonomie tím, že vytvořili Dekapolis, ligu deseti měst. Džeraš je jedním z nejlépe zachovaných římských měst na Východě; navštívil jej dokonce císař Hadrián během své cesty do Palestiny.
V roce 324 n. l. se Římská říše rozdělila a Východořímská říše, později známá jako Byzantská říše, nadále kontrolovala nebo ovlivňovala tento region až do roku 636. Křesťanství se v říši stalo legálním v roce 313 poté, co spolucísaři Konstantin a Licinius podepsali toleranční edikt. V roce 380 se soluňským ediktem stalo křesťanství oficiálním státním náboženstvím. Transjordánsko během byzantské éry vzkvétalo a v celém regionu byly postaveny křesťanské kostely: V této době byl postaven Akabský kostel v Ajle; je považován za první účelově postavený křesťanský kostel na světě. V Umm ar-Rasas v jižním Ammánu se nachází nejméně 16 byzantských kostelů. Význam Petry mezitím klesal s tím, jak se objevily námořní obchodní cesty, a po zemětřesení v roce 363, které zničilo mnoho staveb, dále upadala a nakonec byla opuštěna. Sasánovská říše na východě se stala soupeřem Byzance a časté střety někdy vedly k tomu, že Sasánovci ovládli některé části regionu, včetně Transjordánska.

### Islámská éra
V roce 629 v bitvě u Mu'tahu v dnešním gubernátu Kerak odvrátili Byzantinci a jejich arabští křesťanští mandanti Ghássánovci útok muslimských Rašídů, kteří táhli z Hidžázu na sever směrem k Levantě. Byzantinci však byli muslimy poraženi v roce 636 v rozhodující bitvě u Jarmúku severně od Transjordánska. Transjordánsko bylo zásadním místem pro dobytí Damašku. Po chalífátu Rašídunů následoval chalífát Umajjovců (661–750).
Za Umajjovského chalífátu bylo v Transjordánsku postaveno několik pouštních hradů, mimo jiné Qasr Al-Mshatta a Qasr Al-Hallabat. Tažení Abbásovského chalífátu za ovládnutí Umajjovců začalo v Transjordánsku v místě známém jako Humajma. Předpokládá se, že silné zemětřesení v roce 749 přispělo k porážce Umajjovců Abbásovci, kteří přesunuli hlavní město chalífátu z Damašku do Bagdádu. Během vlády Abbásovců (750–969) se několik arabských kmenů přesunulo na sever a usadilo se v Levantě. Stejně jako v římské éře růst námořního obchodu oslabil centrální postavení Transjordánska a oblast stále více chudla. Po úpadku Abbásovců vládl Transjordánsku Fátimovský chalífát (969–1070), poté křižácké Jeruzalémské království (1115–1187).

Křižáci postavili na území Oultrejordainu několik hradů, včetně Montréalu a Karaku. V bitvě u Hattínu (1187) poblíž Galilejského jezera severně od Transjordánska křižáci prohráli se Saladinem, zakladatelem dynastie Ajjúbovců (1187–1260). Ajjúbovci postavili Adžlúnský hrad a přestavěli starší hrady, aby je mohli použít jako vojenské základny proti křižákům. Osady v Transjordánsku se za vlády Ajjúbovců staly důležitými zastávkami pro muslimské poutníky směřující do Mekky, kteří putovali po trase spojující Sýrii s Hidžázem. Několik ajjúbovských hradů využili a rozšířili mamlúci (1260–1516), kteří si Transjordánsko rozdělili mezi provincie Karak a Damašek. Během následujícího století Transjordánsko zažilo útoky Mongolů, ale ti byli nakonec mamlúky odraženi v bitvě u Ajn Džálútu (1260).
V roce 1516 dobyla mamlúcké území vojska osmanské říše. Zemědělské vesnice v Transjordánsku zažily v 16. století období relativní prosperity, ale později byly opuštěny. Transjordánsko mělo pro osmanské úřady okrajový význam. V důsledku toho se osmanská přítomnost prakticky neprojevila a omezila se na každoroční návštěvy za účelem výběru daní.
Během prvních tří století osmanské nadvlády se do Transjordánska ze Sýrie a Hádžázu přistěhovalo několik arabských beduínských kmenů, včetně Adwánů, Bani Sachrů a Howeitatů. Tyto kmeny si činily nároky na různé části regionu, a protože neexistovala významná osmanská autorita, Transjordánsko se dostalo do stavu anarchie, který trval až do 19. století. To vedlo ke krátkodobé okupaci wahhábistickými silami (1803–1812), ultraortodoxním islámským hnutím, které vzniklo v Nadždu (v dnešní Saúdské Arábii). Ibráhím paša, syn guvernéra Egyptského ejáletu, na žádost osmanského sultána do roku 1818 wahhábisty vykořenil.

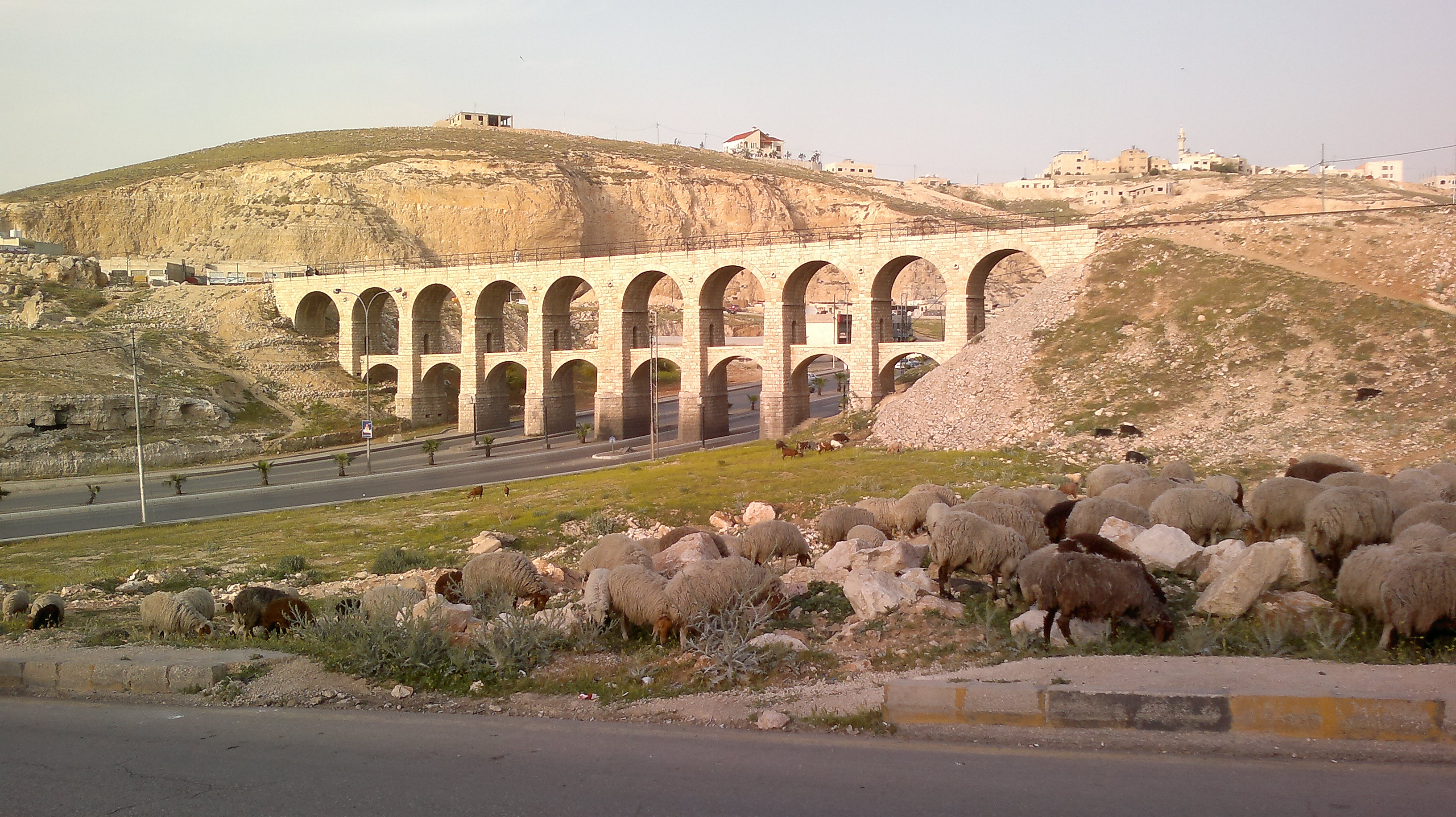
Osmanský desetiobloukový most postavený v roce 1908 poblíž Ammánu jako součást Hidžázské železnice která se táhla po celé délce Transjordánska a spojovala Damašek s Medínou.

V roce 1833 se paša obrátil proti Osmanům a nastolil svou vládu nad Levantou. Jeho politika vedla k neúspěšnému rolnickému povstání v Palestině v roce 1834. Transjordánská města Salt a Kerak byla zničena pašovými vojsky za to, že ukrývala vůdce rolnického povstání. Egyptská nadvláda byla násilně ukončena v roce 1841 a byla obnovena osmanská vláda. Teprve po pašově tažení se Osmanská říše pokusila upevnit svou přítomnost v Syrském vilájetu, jehož součástí Transjordánsko bylo.
Série daňových a pozemkových reforem (tanzimat) v roce 1864 přinesla do zemědělství a opuštěných vesnic opět určitou prosperitu; konec faktické autonomie vedl k odporu v jiných oblastech Transjordánska. Do Levanty se uchýlili muslimští Čerkesové a Čečenci, kteří z Kavkazu prchali před ruským pronásledováním. V Transjordánsku se s osmanskou podporou Čerkesové usadili nejprve v roce 1867 v dlouho opuštěném okolí Ammánu a později v okolních vesnicích. Zavedení správy, branné povinnosti a tvrdá daňová politika osmanských úřadů vedly v oblastech, které kontrolovaly, k povstáním. Zejména transjordánské kmeny se vzbouřily během povstání v Šúbaku (1905) a Keraku (1910), které byly brutálně potlačeny. Výstavba Hidžázské dráhy v roce 1908 - táhnoucí se po celé délce Transjordánska a spojující Damašek s Medínou – pomohla obyvatelstvu ekonomicky, protože Transjordánsko se stalo zastávkou pro poutníky.

### Moderní doba

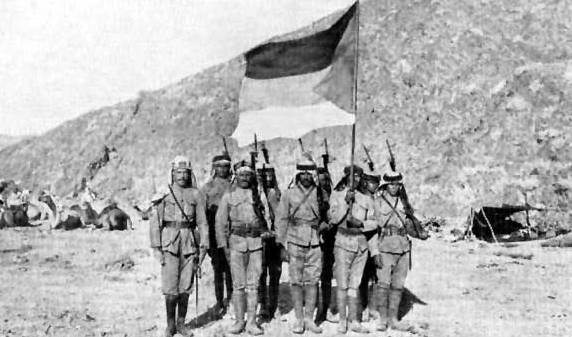
Vojáci arabské armády vedené Hášimovci drží vlajku Velkého arabského povstání proti Osmanské říši v Hádžázu, 1916.

Rostoucí politika turkizace a centralizace, kterou Osmanská říše přijala po mladoturecké revoluci v roce 1908, Araby v Levantě rozčarovala, což přispělo k rozvoji arabského nacionalistického hnutí. Tyto změny vedly k vypuknutí arabského povstání v roce 1916 během první světové války, které ukončilo čtyři století stagnace pod osmanskou nadvládou. Povstání vedl Šaríf Husajn z Mekky, potomek hášimovského rodu z Hádžázu, a jeho synové Abdalláh, Fajsal a Alí. Na místní úrovni získalo povstání podporu transjordánských kmenů, včetně beduínů, Čerkesů a křesťanů. Podporu nabídli i spojenci z první světové války, včetně Velké Británie a Francie, jejichž imperiální zájmy se s arabskou věcí sbíhaly. Povstání začalo 5. června 1916 z Medíny a postupovalo na sever, dokud boje 6. července 1917 nedosáhly Transjordánska v bitvě u Akaby. Povstání vyvrcholilo, když Fajsal v říjnu 1918 vstoupil do Damašku a zřídil arabskou vojenskou správu na východě OETA, později vyhlášenou jako Syrské arabské království, jehož součástí bylo i Transjordánsko. V tomto období si na nejjižnější oblast země, včetně Ma'anu a Akaby, činilo nárok i sousední království Hidžáz. 
Vznikající Hášimovské království v oblasti Sýrie bylo nuceno kapitulovat před francouzskými vojsky 24. července 1920 během bitvy u Majsalúnu; Francouzi obsadili pouze severní část Sýrie a ponechali Transjordánsko v období interregna. Arabským aspiracím se nepodařilo získat mezinárodní uznání, a to především kvůli tajné Sykes-Picotově dohodě z roku 1916, která rozdělila region na francouzskou a britskou sféru vlivu, a Balfourově deklaraci z roku 1917, v níž Velká Británie oznámila svou podporu vytvoření „národního domova“ pro Židy v Palestině. Hášimovci a Arabové to považovali za zradu svých předchozích dohod s Brity, včetně McMahon-Husejnovy korespondence z roku 1915, v níž Britové vyjádřili ochotu uznat nezávislost jednotného arabského státu sahajícího od Aleppa po Aden pod vládou Hášimovců.

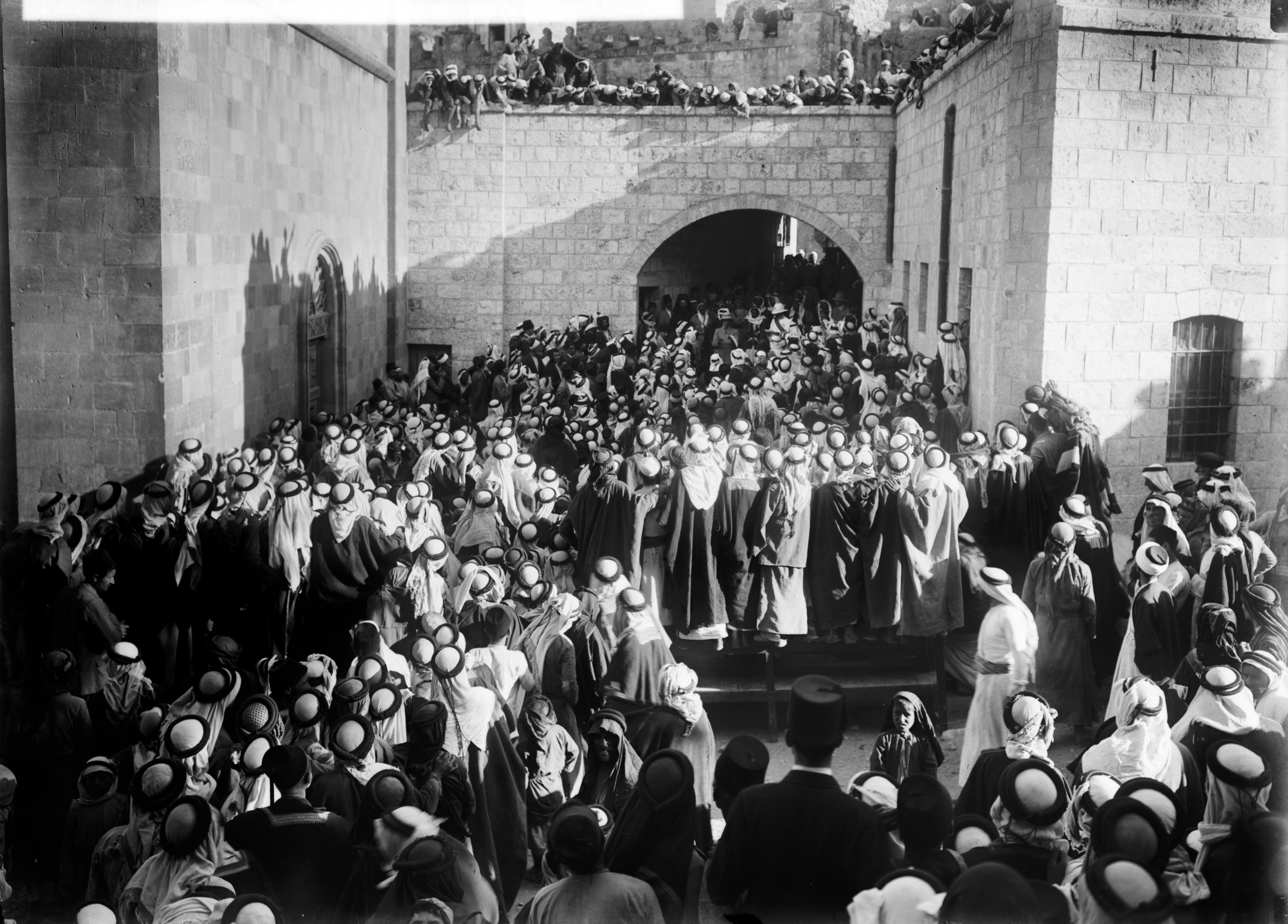
Obyvatelé města Salt se shromáždili 20. srpna 1920 během návštěvy britského vysokého komisaře v Transjordánsku.

Britský vysoký komisař Herbert Samuel přijel v srpnu 1920 do Transjordánska, aby se setkal s obyvateli Saltu. Před 600 transjordánskými prominenty prohlásil, že britská vláda bude napomáhat vytvoření místních vlád v Transjordánsku, které mají být odděleny od palestinské. Druhé setkání se konalo v září v Umm Kaisu, kde britský zástupce major Fitzroy Somerset obdržel petici, která požadovala: vytvoření nezávislé arabské vlády v Transjordánsku, v jejímž čele by stál arabský princ (emír); zastavení prodeje půdy v Transjordánsku Židům a zamezení židovského přistěhovalectví; zřízení a financování národní armády Velkou Británií a zachování volného obchodu mezi Transjordánskem a zbytkem regionu.
Abdalláh, druhý syn Šarífa Husajna, přijel 21. listopadu 1920 vlakem z Hádžázu do Maánu v jižním Transjordánsku, aby znovu získal Velké syrské království, o které jeho bratr přišel. Transjordánsko se tehdy nacházelo v chaosu a bylo všeobecně považováno za neovladatelné s nefunkčními místními samosprávami. Abdulláh si získal důvěru transjordánských kmenových vůdců, než se je snažil přesvědčit o výhodách organizované vlády. Abdulláhovy úspěchy vzbudily závist Britů, i když to bylo v jejich zájmu. Britové neochotně přijali Abdulláha za vládce Transjordánska poté, co mu poskytli šestiměsíční zkušební lhůtu. V březnu 1921 se Britové rozhodli připojit Transjordánsko ke svému Britskému mandátu Palestina, v němž by realizovali svou politiku „šarifského řešení“, aniž by uplatňovali ustanovení mandátu týkající se židovského osídlení. Dne 11. dubna 1921 byl založen emirát Transjordánsko s Abdulláhem jako emírem.
V září 1922 uznala Rada Společnosti národů Transjordánsko jako stát podle podmínek Transjordánského memoranda. Transjordánsko zůstalo britským mandátem až do roku 1946, ale byla mu přiznána větší míra autonomie než regionu na západ od řeky Jordán. Po převzetí moci v regionu hášimovským vedením se objevily četné problémy. V Transjordánsku potlačily Abdulláhovy síly s pomocí Britů malé místní vzpoury v Kuře v letech 1921 a 1923, wahhábisté z Nadždu však znovu posílili a opakovaně podnikali nájezdy na jižní části jeho území, čímž vážně ohrožovali emírovu pozici. Emír nebyl schopen tyto nájezdy odrazit bez pomoci místních beduínských kmenů a Britů, kteří si poblíž Ammánu udržovali vojenskou základnu s malým oddílem královského letectva.

### Po získání nezávislosti

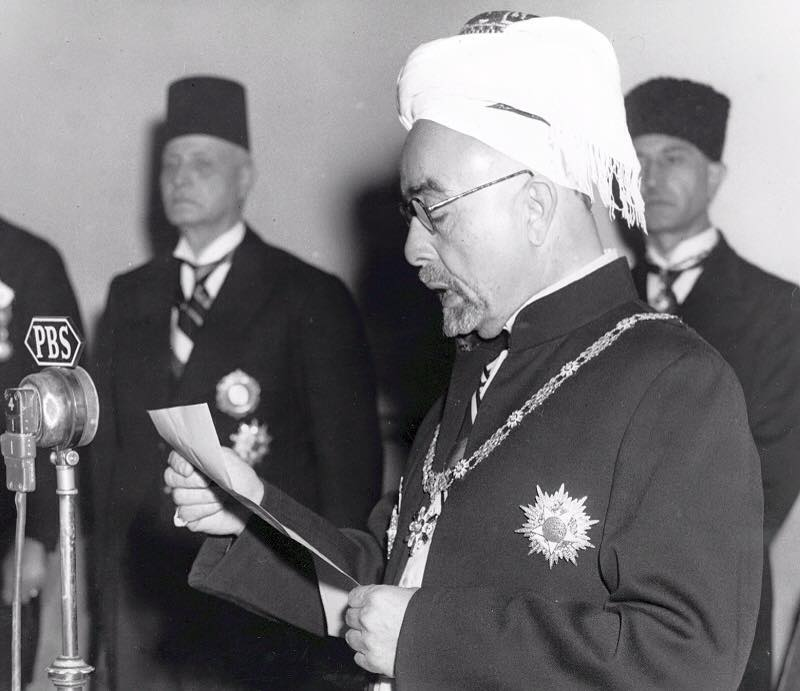
Král Abdalláh I. 25. května 1946 při vyhlášení nezávislosti

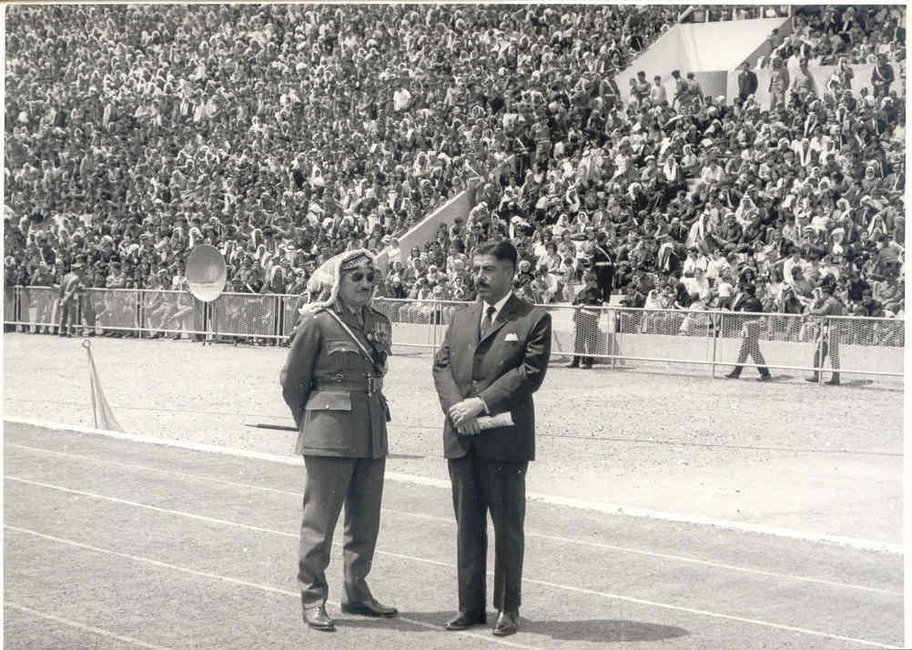
Velitel armády Habis Majali a premiér Wasfi Tal během vojenské přehlídky v roce 1970, dvě široce uznávané národní osobnosti.

Londýnská smlouva, podepsaná britskou vládou a emírem Transjordánska v březnu 1946, uznala nezávislost státu. Dne 25. května 1946, v den ratifikace smlouvy transjordánským parlamentem, bylo Transjordánsko povýšeno na království pod arabským názvem Jordánské hášimovské království, jehož prvním králem se stal Abdalláh; Tento den se nyní slaví jako státní svátek, Den nezávislosti země. V prosinci 1955 se Jordánsko stalo členem Organizace spojených národů.
Dne 15. května 1948 v rámci arabsko-izraelské války v roce 1948 Jordánsko spolu s mnoha dalšími arabskými státy zasáhlo do dění v Palestině, po válce Jordánsko kontrolovalo Západní břeh Jordánu a 24. dubna 1950 po konferenci v Jerichu tato území formálně anektovalo. V reakci na to některé arabské země požadovaly vyloučení Jordánska z Ligy arabských států. Dne 12. června 1950 Liga arabských států prohlásila, že anexe byla dočasným praktickým opatřením a že Jordánsko drží území jako „správce“ do doby, než dojde k budoucímu urovnání.
Král Abdalláh byl v roce 1951 zavražděn v mešitě Al-Aksá palestinským ozbrojencem, protože se proslýchalo, že hodlá podepsat mírovou smlouvu s Izraelem. Po Abdalláhovi nastoupil jeho syn Talál I., který v roce 1952 vyhlásil moderní ústavu. Nemoc způsobila, že Talál abdikoval ve prospěch svého nejstaršího syna Husajna, který nastoupil na trůn v roce 1953 ve věku 17 let. Jordánsko bylo v následujícím období svědkem velké politické nejistoty. Padesátá léta byla obdobím politických otřesů, kdy arabský svět zachvátil násirovismus a panarabismus. 1. března 1956 král Husajn arabizoval velení armády propuštěním řady vysokých britských důstojníků, což byl akt učiněný s cílem odstranit zbývající zahraniční vliv v zemi. V roce 1958 Jordánsko a sousední hášimovský Irák vytvořily Arabskou federaci jako reakci na vznik konkurenční Sjednocené arabské republiky mezi Násirovým Egyptem a Sýrii. Svaz vydržel pouhých šest měsíců a byl rozpuštěn poté, co byl irácký král Fajsal II. (Husajnův bratranec) v červenci 1958 sesazen krvavým vojenským převratem.

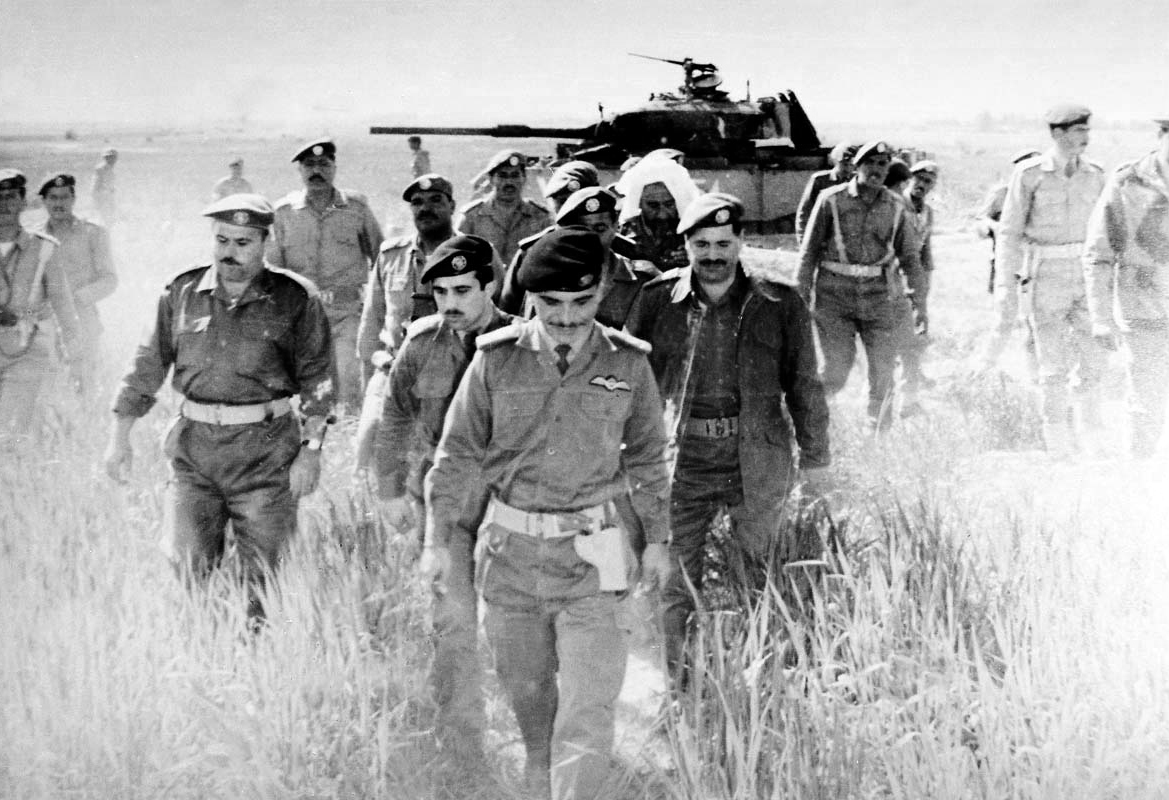
Král Husajn kontroluje v březnu 1968 opuštěný izraelský tank po bitvě o Karamé

Jordánsko podepsalo vojenský pakt s Egyptem těsně předtím, než Izrael zahájil preventivní úder na Egypt a zahájil tak šestidenní válku v červnu 1967, do níž se zapojilo Jordánsko a Sýrie. Arabské státy byly poraženy a Jordánsko ztratilo kontrolu nad Západním břehem Jordánu ve prospěch Izraele. Následovala opotřebovací válka s Izraelem, jejíž součástí byla i bitva o Karamé v roce 1968, kdy spojené síly jordánských ozbrojených sil a Organizace pro osvobození Palestiny (OOP) odrazily izraelský útok na tábor Karamé na jordánské hranici se Západním břehem Jordánu. V důsledku toho došlo k nárůstu podpory palestinských polovojenských složek (fedajínů) v Jordánsku ze strany ostatních arabských zemí. Činnost fedajínů se brzy stala hrozbou pro jordánský právní stát. V září 1970 se jordánská armáda zaměřila na fedajíny a následné boje vedly k vyhnání palestinských bojovníků z různých skupin Organizace pro osvobození Palestiny do Libanonu v konfliktu, který se stal známým jako Černé září.
V roce 1973 vedly Egypt a Sýrie Jomkipurskou válku proti Izraeli a boje probíhaly podél linie příměří na řece Jordán z roku 1967, Jordánsko vyslalo do Sýrie brigádu, aby zaútočila na izraelské jednotky na syrském území, ale nezasáhla proti izraelským jednotkám z jordánského území. Na konferenci na nejvyšší úrovni v Rabatu v roce 1974, která následovala po jomkipurské válce, se Jordánsko a ostatní členové Ligy arabských států dohodli, že Organizace pro osvobození Palestiny je „jediným legitimním představitelem palestinského lidu“. Následně se Jordánsko v roce 1988 vzdalo svých nároků na Západní břeh Jordánu.
Na madridské konferenci v roce 1991 Jordánsko souhlasilo s jednáním o mírové smlouvě pod záštitou USA a Sovětského svazu. V říjnu 1994 byla podepsána izraelsko-jordánská mírová smlouva. V roce 1997 izraelští agenti v odvetě za bombový útok vstoupili do Jordánska na kanadské pasy a otrávili Chálida Maš'ala, vysokého představitele Hamásu žijícího v Jordánsku. Izrael se podřídil silnému mezinárodnímu tlaku a poté, co král Husajn pohrozil zrušením mírové smlouvy, propustil desítky politických vězňů včetně šejka Ahmeda Jásina.
V únoru 1999 nastoupil na trůn po smrti svého otce Husajna, který vládl téměř 50 let, Abdalláh II. Po svém nástupu na trůn zahájil ekonomickou liberalizaci a jeho reformy vedly k hospodářskému rozmachu, který trval až do roku 2008. Abdulláh II. se zasloužil o zvýšení zahraničních investic, zlepšení partnerství mezi veřejným a soukromým sektorem, o zónu volného obchodu v Akabě a rozkvět jordánského odvětví informačních a komunikačních technologií. Zřídil také pět dalších zvláštních ekonomických zón. V následujících letech však jordánská ekonomika zažívala potíže, protože se potýkala s důsledky velké recese a přeléváním následků arabského jara.
Al-Káida pod vedením Abú Musab az-Zarkávího provedla 9. listopadu 2005 koordinované výbuchy ve třech hotelových halách v Ammánu, které si vyžádaly 60 mrtvých a 115 zraněných. Bombové útoky, jejichž terčem byli civilisté, vyvolaly mezi Jordánci všeobecné pobouření. Útok byl v zemi považován za ojedinělou událost a vnitřní bezpečnost Jordánska se po něm výrazně zlepšila. Od té doby nedošlo k žádnému většímu teroristickému útoku. Islámští extremisté pohlížejí na Abdulláha a Jordánsko s opovržením kvůli mírové smlouvě s Izraelem, vztahům se Západem a převážně nenáboženským zákonům.
Arabské jaro byly rozsáhlé protesty, které vypukly v arabském světě v roce 2011 a požadovaly ekonomické a politické reformy, mnohé z těchto protestů svrhly režimy v některých arabských zemích, což vedlo k nestabilitě, která skončila násilnými občanskými válkami, v reakci na domácí nepokoje Abdulláh vyměnil premiéra a zavedl reformy včetně reformy ústavy a zákonů upravujících veřejné svobody a volby. Ve všeobecných volbách v roce 2016 bylo do jordánského parlamentu znovu zavedeno poměrné zastoupení, což podle jeho slov nakonec povede k vytvoření parlamentních vlád. Jordánsko zůstalo násilnostmi, které zachvátily region, do značné míry nepoškozeno, a to i přes příliv 1,4 milionu syrských uprchlíků do země s nedostatkem přírodních zdrojů a vznik Islámského státu v Iráku a Levantě.
Dne 4. dubna 2021 bylo zatčeno 19 osob, včetně prince Hamzeha, bývalého jordánského korunního prince, který byl umístěn do domácího vězení poté, co byl obviněn z práce na „destabilizaci“ království.

## Státní symboly

### Vlajka
Jordánská vlajka je tvořena listem o poměru stran 1:2 se třemi vodorovnými pruhy – černým, bílým a zeleným, u žerdě červený klín, sahajíci do poloviny délky vlajky, s bílou sedmicípou hvězdou.

### Znak
Jordánský státní znak tvoří:
- Královský plášť s korunou.
- Dvě vlajky velkého arabského povstání, resp. vlajky Hidžázu.
- Mezi vlajkami je orel
- Bronzový štít, kolem štítu jsou oštěpy, meče, luky a šípy
- Pod štítem jsou vlevo jsou tři klasy pšenice a vpravo palmová ratolest. Pod štítem se na nich zavěšen Nejvyšší řád renesance, druhé nejvyšší jordánské státní vyznamenání
- Nad Nejvyšším řádem renesance se nachází stuha se třemi arabskými nápisy:
  - nalevo: Kdo hledá podporu a vedení od Boha
  - uprostřed: Král Jordánského hášimovského království
  - napravo: Abdalláh I. bin Husajn bin Auon

### Hymna
Jordánská hymna je píseň As-Salām al-Malakī al-ʾUrdunī. Obvykle se hraje zkrácená verze, zatímco plná verze se hraje při zvláštních příležitostech. Slova napsal ʿAbdel Munʿim al-Rifāʿī, hudbu složil ʿAbdul al-Qādir al-Tanīr.

## Geografie

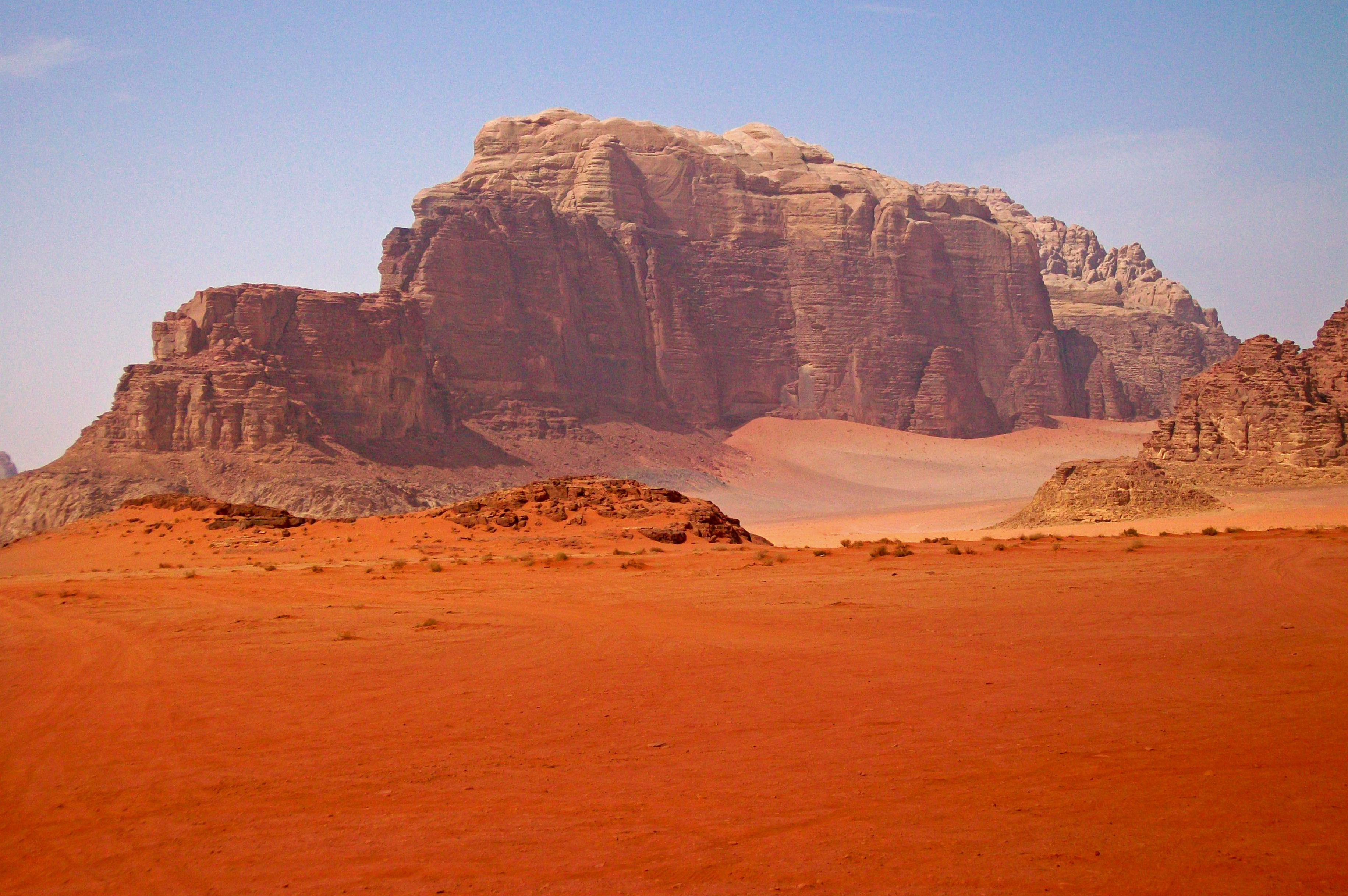
Vádí Rúm je údolí v jižním Jordánsku, které je díky své podobnosti s povrchem Marsu oblíbeným turistickým a filmovým místem.

Jordánsko leží na strategickém místě na křižovatce kontinentů Asie, Afriky a Evropy, na Blízkém východě, v oblasti Levanty, v Úrodném půlměsíci, kolébce civilizace. Jeho rozloha je 89 341 km², což je asi o 13 % více než rozloha České republiky, a délka mezi nejsevernějším a nejjižnějším bodem: Umm Qais a Akabou je 400 km.. Království leží mezi 29° a 34° s. š. a 34° a 40° v. d. Na jihu a východě sousedí se Saúdskou Arábií, na severovýchodě s Irákem, na severu se Sýrií a na západě s Izraelem a Palestinou (Západní břeh Jordánu).
Na východě se rozkládá vyprahlá náhorní plošina zavlažovaná oázami a sezónními potoky. Velká města se v drtivé většině nacházejí v severozápadní části království s úrodnou půdou a relativně hojnými srážkami. Patří k nim Irbid, Džaraš a Zarká na severozápadě, hlavní město Ammán a Salt na středozápadě a Madaba, Kerak a Akaba na jihozápadě. Mezi nejvýznamnější města na východě patří oázová města Azrak a Ruwaished.
Na západě se náhorní oblast s ornou půdou a středomořskými stálezelenými lesy prudce svažuje do Jordánské příkopové propadliny. V této propadlině se nachází řeka Jordán a Mrtvé moře, které odděluje Jordánsko od Izraele. Jordánsko má 26 km mořského pobřeží Akabského zálivu v Rudém moři, jiný přístup k moři nemá. Řeka Jarmuk, východní přítok Jordánu, tvoří část hranice mezi Jordánskem a Sýrií (včetně Izraelem okupovaných Golanských výšin) na severu. Ostatní hranice jsou tvořeny několika mezinárodními a místními dohodami a nesledují přesně vymezené přírodní prvky. Nejvyšším bodem je Džabal Umm ad-Dámí s nadmořskou výškou 1854 m, nejníže položeným bodem je Mrtvé moře −430 m, což je nejnižší pevninský bod na Zemi.

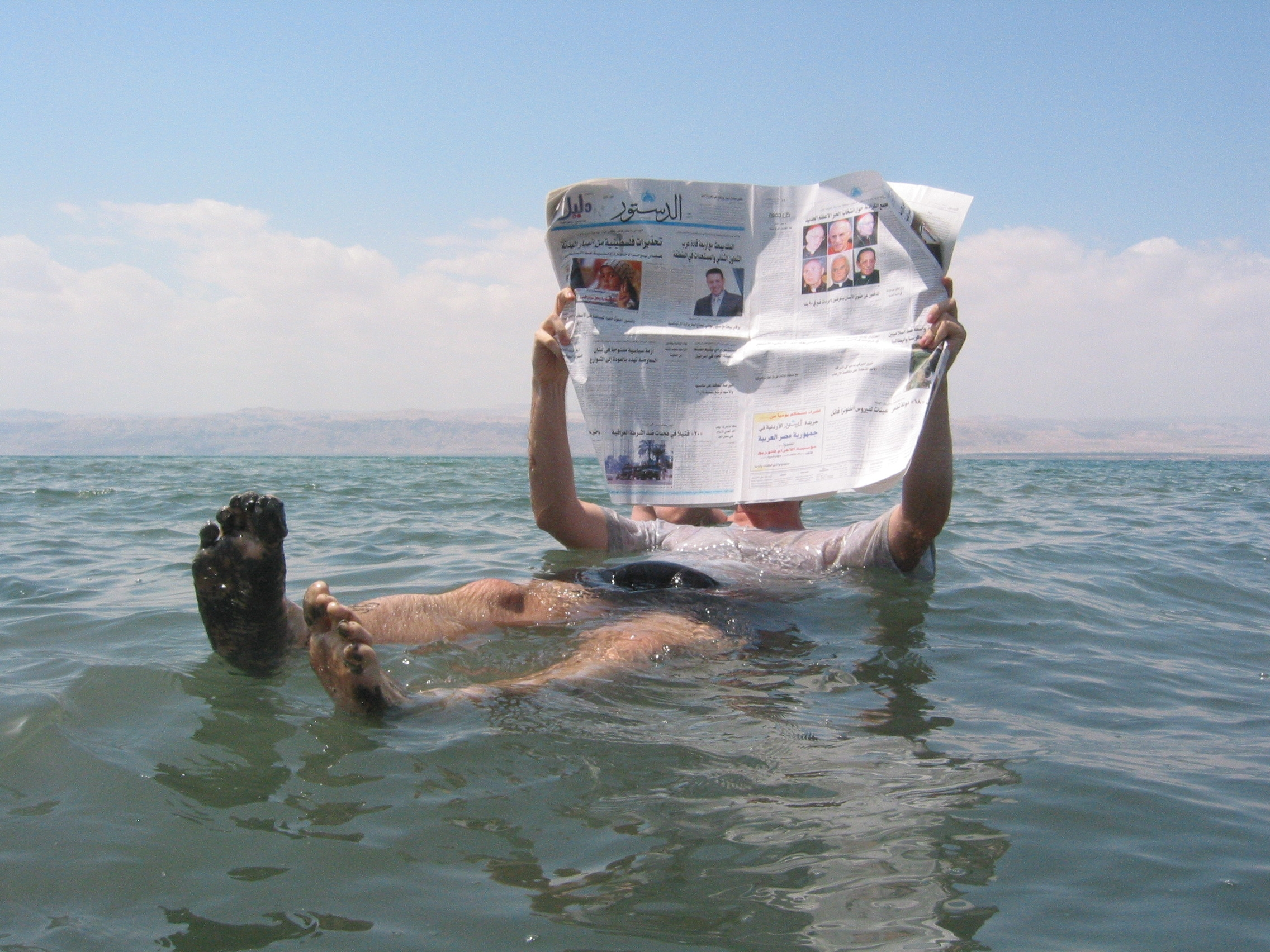
Mrtvé moře, které se nachází podél západní hranice Jordánska, je nejníže položeným bodem na Zemi a přírodním letoviskem, které již po tisíce let přitahuje návštěvníky z celého regionu.

Jordánsko má díky své rozmanité krajině a prostředí různorodá přírodní stanoviště, ekosystémy a biotu. V roce 1966 byla založena Královská společnost pro ochranu přírody, která chrání a spravuje jordánské přírodní zdroje. Mezi přírodní rezervace v Jordánsku patří biosférická rezervace Dana, mokřadní rezervace Azrak, přírodní rezervace Šaumari a přírodní rezervace Vádí Mudžíb.

### Podnebí
Podnebí se značně liší; obecně platí, že čím dále do vnitrozemí od Středozemního moře, tím jsou zde větší teplotní kontrasty a méně srážek. Průměrná nadmořská výška je 812 m n. m.  Ve vrchovinách nad Jordánským údolím, v horách Mrtvého moře a vádí al-Araba a až po Ras Al-Naqab na jihu převládá středozemní podnebí, zatímco ve východních a severovýchodních oblastech země panuje suché pouštní podnebí. Přestože na pouštích dosahují teploty vysokých hodnot, horko je obvykle mírněno nízkou vlhkostí a denním vánkem, zatímco noci jsou chladné.
Léto, které trvá od května do září, je horké a suché, s průměrnými teplotami kolem 32 °C, které v červenci a srpnu někdy přesahují 40 °C. Zima, která trvá od listopadu do března, je poměrně chladná, s průměrnými teplotami kolem 11 °C. V zimě se také vyskytují časté přeháňky a v některých západních vyvýšených oblastech občas sněží.

### Biodiverzita

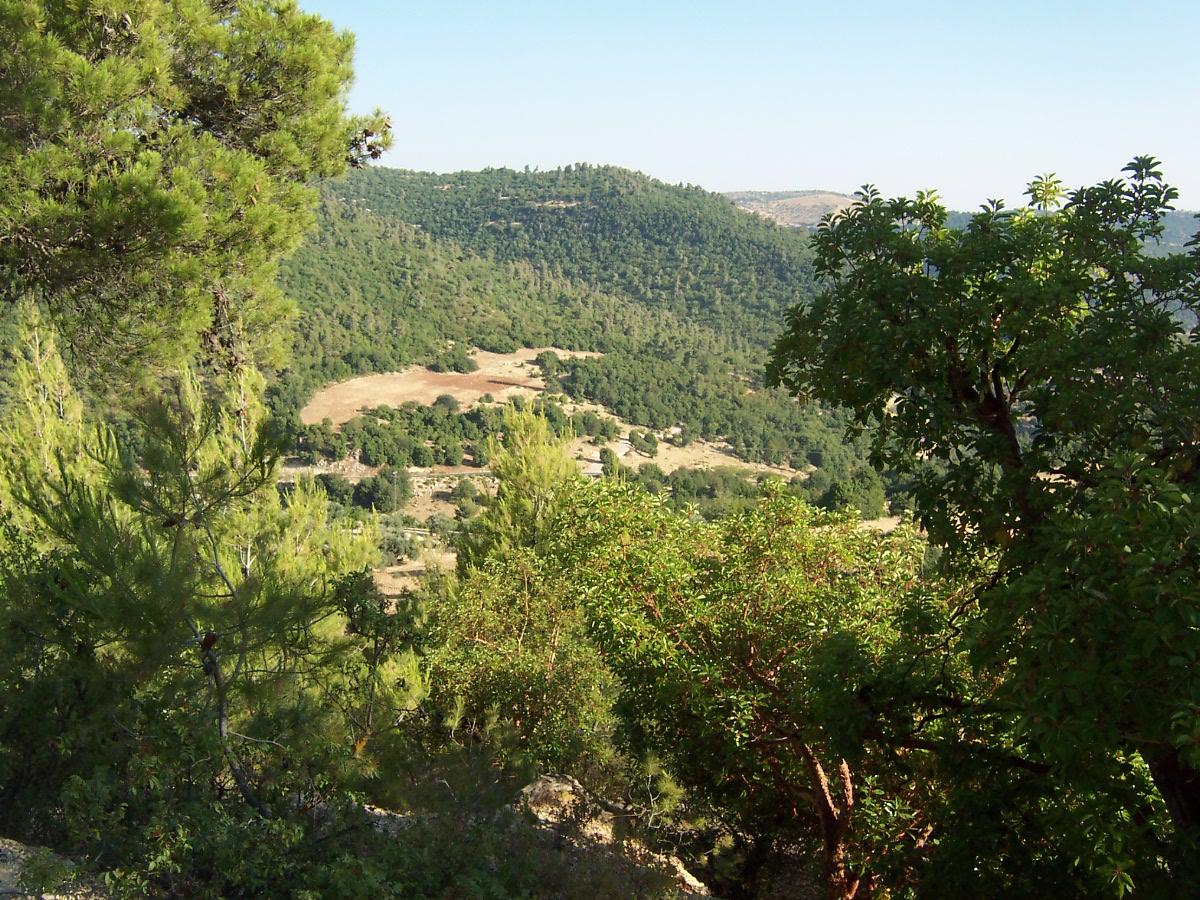
Lesy v Ajlounu v severním Jordánsku. Lesy tvoří méně než 2 % rozlohy Jordánska, čímž se tento stát řadí mezi nejméně zalesněné země světa.

V Jordánsku je evidováno více než 2 000 druhů rostlin, mnohé z kvetoucích rostlin vykvétají na jaře po zimních deštích a typ vegetace do značné míry závisí na množství srážek. Horské oblasti na severozápadě jsou pokryty lesy, zatímco jižněji a východněji se vegetace stává křovinatější a přechází k vegetaci stepního typu. Lesy pokrývají 1,5 milionu dunamů (1 500 km² ), tedy méně než 2 % rozlohy Jordánska, čímž se Jordánsko řadí mezi nejméně zalesněné země světa, přičemž celosvětový průměr činí 15 %.
Roste zde borovice aleppská, astivid, šalvěj Salvia dominica, kosatec černý, tamaryšek, anabasie, pelyněk, akácie, cypřiš stálezelený a jalovec fénický. Horské oblasti na severozápadě jsou pokryty přirozenými lesy borovic, opadavých dřevin, stálezelených dubů cesmínovitých, pistácií a divokých olivovníků. Vyskytují se tu ježek ušatý, kozorožec núbijský, prase divoké, daněk, vlk arabský, varan pustinný, medojed kapský,  slepýši Anguinae, karakal, šakal obecný a srnec obecný a z ptáků vrána šedá, sojka obecná, sup ušatý (královský), sokol šahin, dudek, výr velký, kukačka obecná, špaček Tristramův, strdimil palestinský, hýl sinajský, poštolka obecná, vrána domácí a bulbul arabský.
V Jordánsku jsou zastoupeny čtyři suchozemské ekoregiony: Syrské xerické pastviny a křoviny, Východostředomořské jehličnaté-sklerofilní-širokolisté lesy, Mezopotámská křovinatá poušť a Rudomořská núbijsko-sindická tropická poušť a polopoušť.

## Vláda a politika
Jordánsko je unitární stát v konstituční monarchii. Jeho ústava, přijatá v roce 1952 a od té doby několikrát novelizovaná, je právním rámcem, podle něhož se řídí panovník (král), vláda, dvoukomorový zákonodárný parlament a justice. Král si ponechává široké výkonné a zákonodárné pravomoci vůči vládě a parlamentu. Král vykonává své pravomoci prostřednictvím vlády, kterou jmenuje na čtyřleté období a která je odpovědná před parlamentem, jenž se skládá ze dvou komor: Senátu a Sněmovny. Soudní moc je podle ústavy nezávislá, ale v praxi často nezávislost postrádá.
Král je hlavou státu a vrchním velitelem ozbrojených sil. Může vyhlašovat válku a mír, ratifikovat zákony a smlouvy, svolávat a ukončovat zasedání zákonodárných sborů, vypisovat a odkládat volby, odvolávat vládu a rozpouštět parlament. Jmenovaná vláda může být odvolána také většinovým vyslovením nedůvěry ve zvolené Sněmovně. Poté, co vláda navrhne zákon, musí jej schválit Sněmovna, poté Senát a zákonem se stává po ratifikaci králem. Královské veto zákona může být přehlasováno dvoutřetinovou většinou na společném zasedání obou komor. Parlament má rovněž právo interpelace.
Celkem 65 členů horní komory Senátu jmenuje přímo král, ústava nařizuje, aby to byli zkušení politici, soudci a generálové, kteří dříve působili ve vládě nebo ve Sněmovně reprezentantů. Celkem 130 členů Sněmovny je voleno na základě stranického poměrného zastoupení ve 23 volebních obvodech na čtyřleté období. Ve Sněmovně existují minimální kvóty pro ženy (18 křesel pro rok 2024), křesťany (9 křesel) a Čerkesy a Čečence (po 3 křeslech).
Soudy jsou rozděleny do tří kategorií: občanské, náboženské a zvláštní. Občanské soudy se zabývají občanskými a trestními věcmi, včetně žalob vedených proti vládě. Mezi občanské soudy patří obecní soudy, soudy prvního stupně, odvolací soudy, vyšší správní soudy, které projednávají věci týkající se správních záležitostí,[140] a ústavní soud, který byl zřízen v roce 2012 za účelem projednávání případů týkajících se ústavnosti zákonů. Ačkoli je islám státním náboženstvím, ústava zachovává náboženské a osobní svobody. Náboženské právo se vztahuje pouze na záležitosti osobního stavu, jako je rozvod a dědictví u náboženských soudů, a částečně vychází z islámského práva šaría. Zvláštní soud se zabývá případy postoupenými občanskými soudy.

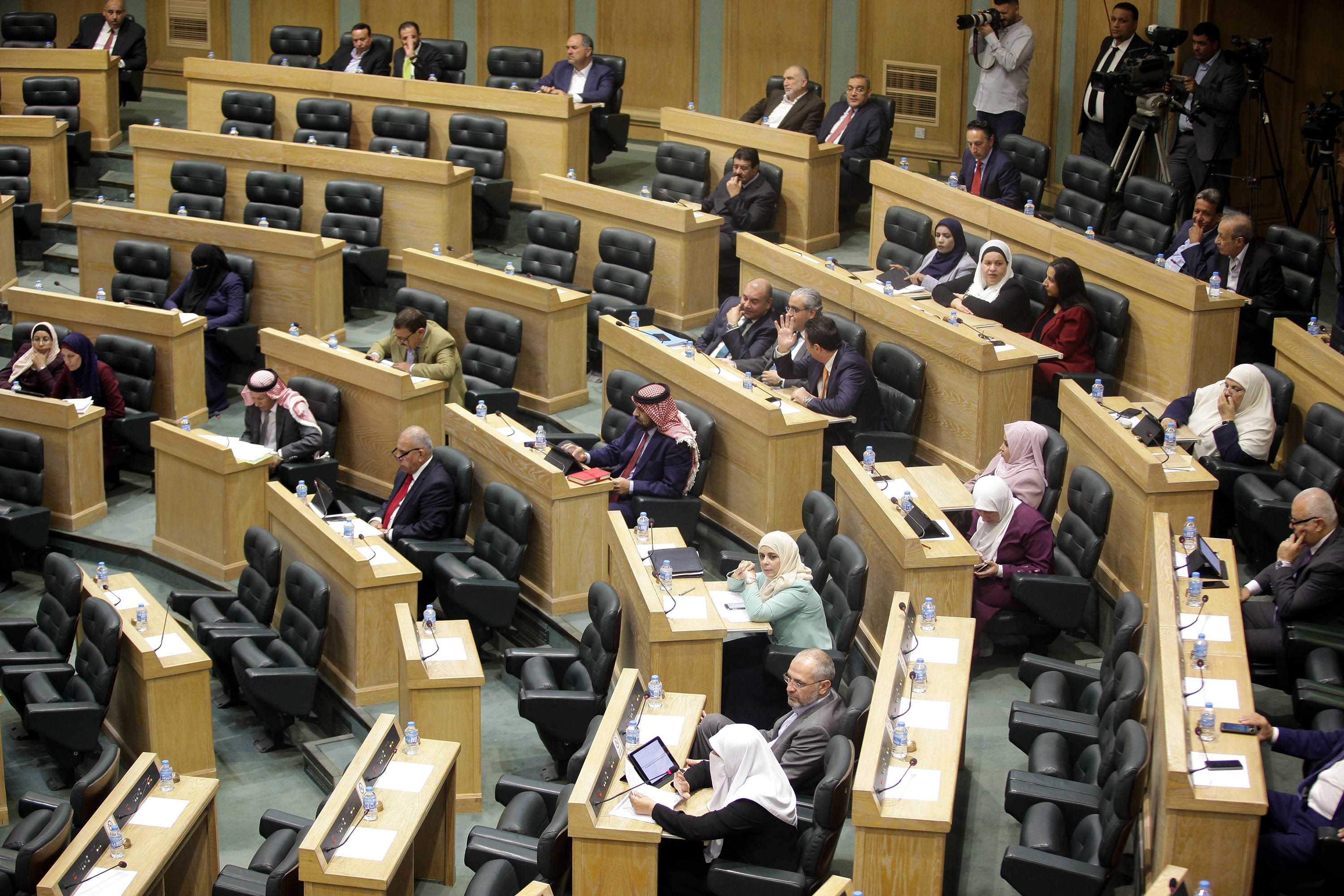
Sněmovna během parlamentního jednání

Panovník Abdulláh II. nastoupil na trůn v únoru 1999 po smrti svého otce, krále Husajna I. Abdulláh znovu potvrdil závazek Jordánska dodržovat mírovou smlouvu s Izraelem a udržovat vztahy se Spojenými státy americkými. Během prvního roku svého působení zaměřil vládní program na ekonomické reformy. Nejstarší syn krále Abdulláha, princ Husajn, je jordánským korunním princem. Předsedou vlády je Jafar Hassan, který byl jmenován v září 2024. Abdulláh oznámil svůj záměr přejít v Jordánsku na parlamentní systém, kdy největší blok v parlamentu sestavuje vládu. Nedostatečný rozvoj politických stran v zemi, kde je stále silná kmenová identita, však tuto snahu brzdí. V Jordánsku působí přibližně 50 politických stran reprezentujících nacionalistické, levicové, islamistické a liberální ideologie. Politické strany se ve volbách v roce 2016 ucházely o pětinu křesel , zbytek patřil nezávislým politikům.
Freedom House zařadil Jordánsko ve zprávě za rok 2023 jako „nesvobodné“. Jordánsko se v roce 2023 umístilo na 108. místě (ze 165) na světě v indexu lidské svobody Cato institutu a v roce 2023 se umístilo na 63. místě v indexu vnímání korupce vydávaném organizací Transparency International. V indexu svobody tisku Reportérů bez hranic za rok 2024 se Jordánsko umístilo na 132. místě ze 180 zemí. Celkové skóre pro Jordánsko bylo 44 na základě stupnice od 0 (nejméně svobodné) do 100 (nejsvobodnější). Zpráva z roku 2015 uvádí, že „arabské jaro a syrský konflikt vedly úřady k tomu, aby navzdory protestům občanské společnosti zpřísnily kontrolu nad médii a zejména internetem.“ Jordánská média se skládají z veřejnoprávních a soukromých institucí. Mezi oblíbené jordánské noviny patří Al Ghad a Jordan Times. Mezi jordánské televizní kanály patří Al-Mamlaka, Roya TV a Jordan TV. Rozšíření internetu v Jordánsku dosáhlo v roce 2024 91 %.

### Správní členění
Jordánsko je rozděleno na 12 guvernorátů (muháfaza), které jsou neformálně seskupeny do tří oblastí: severní, střední a jižní. Guvernoráty se dělí na liwy neboli okresy, které se často dále dělí na kaza neboli podokresy. Řízení každé správní jednotky je v „hlavním městě“ (správním středisku) známém jako nahia.
|                | Guvernorát     | Hl. město      | Poč. obyv. (2023) |
| severní region | severní region | severní region | severní region    |
| -------------- | -------------- | -------------- | ----------------- |
| 1              | Irbid          | Irbid          | 2 135 000         |
| 2              | Mafrak         | Mafrak         | 663 000           |
| 3              | Džaraš         | Džaraš         | 286 000           |
| 4              | Adžlún         | Adžlún         | 213 000           |
| střední region |                |                |                   |
| 5              | Amman          | Amman          | 4 835 000         |
| 6              | Zarká          | Zarká          | 1 647 000         |
| 7              | Balká          | Salt           | 593 000           |
| 8              | Madaba         | Madaba         | 228 000           |
| jižní region   |                |                |                   |
| 9              | Kerak          | Kerak          | 382 000           |
| 10             | Akaba          | Akaba          | 227 000           |
| 11             | Ma'án          | Ma'án          | 191 000           |
| 12             | Tafila         | Tafila         | 116 000           |
|                | Celkem         | Celkem         | 11 516 000        |

### Zahraniční vztahy

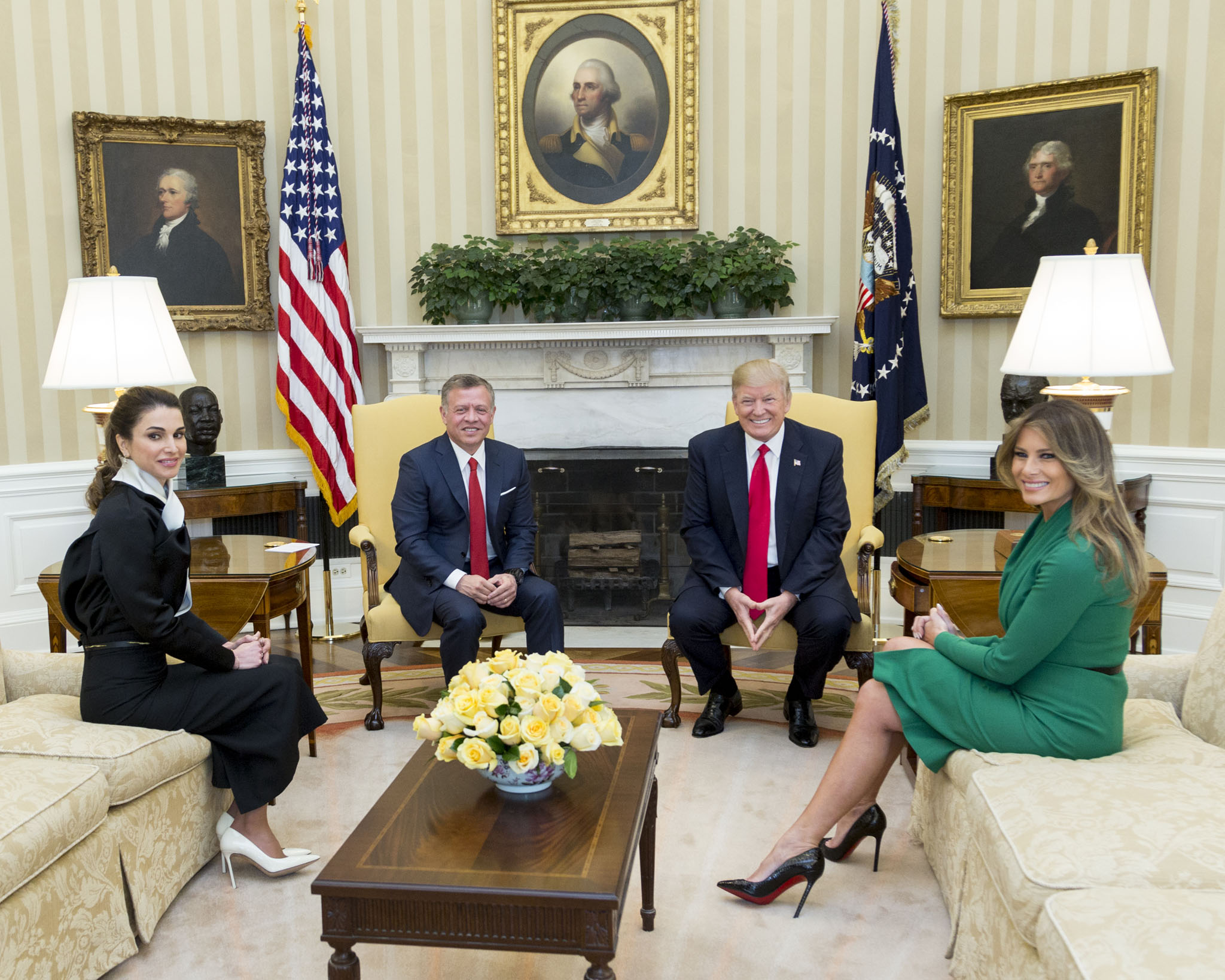
Americký prezident Donald Trump a jeho manželka Melania Trumpová s jordánským králem Abdulláhem II. a královnou Ranjií v Bílém domě v roce 2017.

Království sledovalo prozápadní zahraniční politiku a udržovalo úzké vztahy se Spojenými státy a Spojeným královstvím. Během první války v Zálivu (1990) byly tyto vztahy poškozeny jordánskou neutralitou a udržováním vztahů s Irákem. Později Jordánsko obnovilo své vztahy se západními zeměmi svou účastí na vymáhání sankcí OSN vůči Iráku a na mírovém procesu v jihozápadní Asii. Po smrti krále Husajna v roce 1999 se vztahy mezi Jordánskem a zeměmi Perského zálivu výrazně zlepšily.
Jordánsko je klíčovým spojencem USA a Spojeného království a je spolu s Egyptem a Spojenými arabskými emiráty jedním z pouhých tří arabských národů, které podepsaly mírové smlouvy s Izraelem. Jordánsko považuje nezávislý Palestinský stát s hranicemi z roku 1967 za součást řešení dvou států a nejvyššího národního zájmu. Vládnoucí hášimovská dynastie má svatá místa v Jeruzalémě od roku 1924, což je pozice znovu upevněná v izraelsko-jordánské mírové smlouvě. Rozruch v mešitě Al-Aksá v Jeruzalémě mezi Izraelci a Palestinci vytvořil napětí mezi Jordánskem a Izraelem ohledně bývalé ochrany muslimských a křesťanských míst v Jeruzalémě.
Jordánsko je zakládajícím členem Organizace islámské spolupráce a Arabské ligy. Má „pokročilý status“ s Evropskou unií a je součástí Evropské politiky sousedství, jejímž cílem je posílit propojení mezi EU a jejími sousedy. Jordánsko a Maroko se v roce 2011 pokusily připojit k Radě pro spolupráci arabských států v Zálivu, ale země v Zálivu místo toho nabídly pětiletý program rozvojové pomoci.

### Ozbrojené síly
První organizovaná armáda v Jordánsku byla založena 22. října 1920 pod názvem Arabská legie. Její počet vzrostl ze 150 mužů v roce 1920 na 8 000 v roce 1946. Obsazení Západního břehu Jordánskem během arabsko-izraelské války v roce 1948 ukázalo, že Arabská legie, dnes známá jako Jordánské ozbrojené síly, byla nejefektivnější z arabských jednotek zapojených do války. Jordánská královská armáda, která čítá přibližně 110 000 příslušníků, je považována za jednu z nejprofesionálnějších v regionu a je obzvláště dobře vycvičená a organizovaná. Jordánská armáda se těší silné podpoře a pomoci ze strany Spojených států, Spojeného království a Francie. Důvodem je kritická pozice Jordánska na Blízkém východě. Zvláště významný byl rozvoj sil pro speciální operace, který zvýšil schopnost armády rychle reagovat na hrozby pro vnitřní bezpečnost, a také výcvik speciálních jednotek z regionu i mimo něj. Jordánsko poskytuje rozsáhlý výcvik bezpečnostním silám několika arabských zemí.
V mírových misích OSN po celém světě působí přibližně 50 000 jordánských vojáků. Jordánsko se řadí na třetí místo v mezinárodním měřítku v účasti na mírových misích OSN, s jedním z nejvyšších příspěvků mírových jednotek ze všech členských států OSN. Jordánsko vyslalo několik polních nemocnic do konfliktních zón a oblastí postižených přírodními katastrofami v celém regionu.
V roce 2014 se Jordánsko připojilo k leteckému bombardování ze strany mezinárodní koalice vedené Spojenými státy proti Islámskému státu v rámci intervence v syrské občanské válce. V roce 2015 se Jordánsko zapojilo do vojenské intervence v Jemenu proti Húthúm a silám věrným bývalému prezidentovi Alímu Abdulláhu Sálihovi, který byl svržen během povstání v roce 2011.

### Vymáhání práva

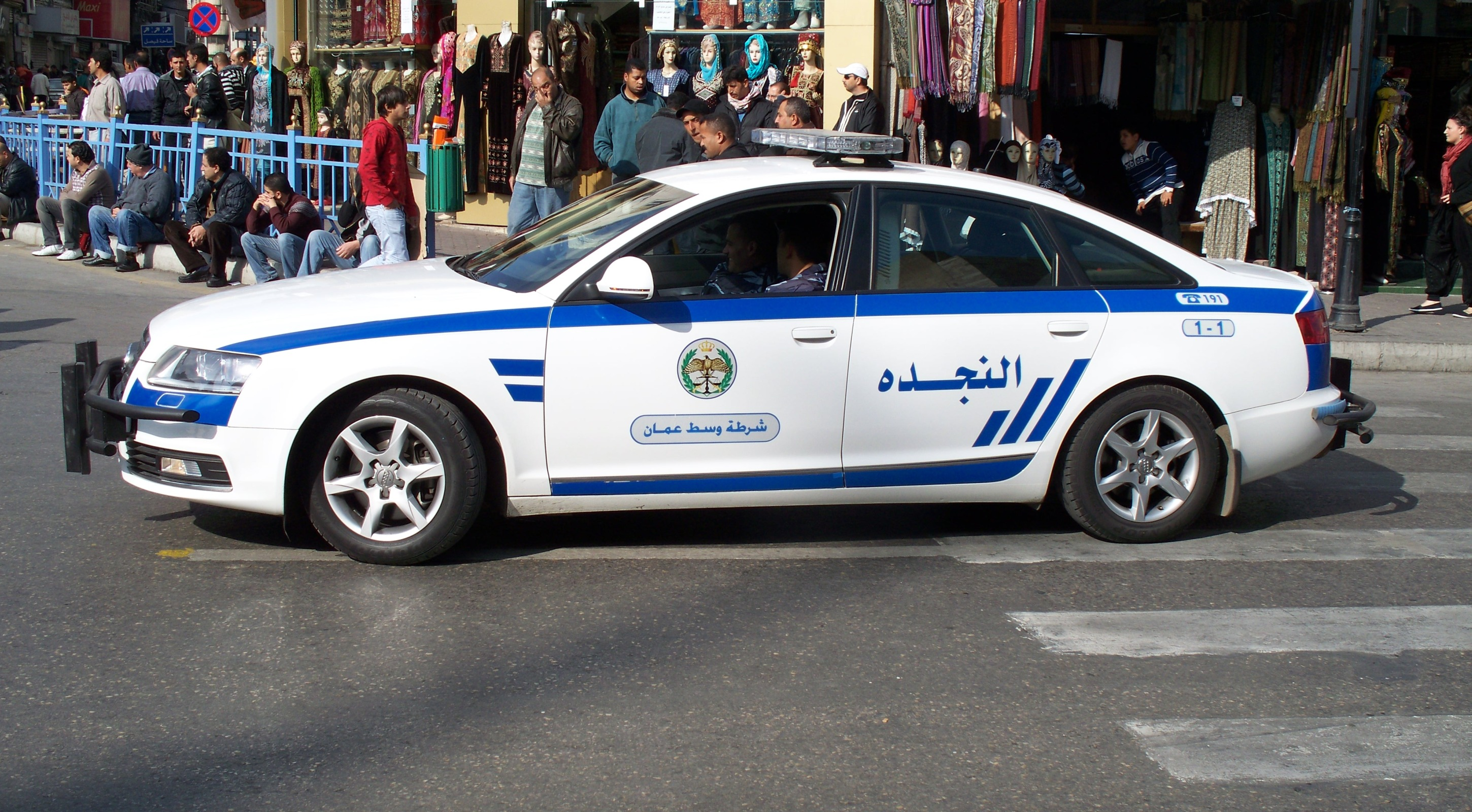
Hlídkové vozidlo policie v centru Ammánu.

Vymáhání práva spadá pod Ředitelství veřejné bezpečnosti (které zahrnuje přibližně 50 000 osob) a Generální ředitelství četnictva, které jsou podřízeny ministerstvu vnitra. První policejní sbor byl organizován po pádu Osmanské říše 11. dubna 1921 a do roku 1956 plnily policejní úkoly Arabská legie a Transjordánské pohraniční síly. Po tomto roku bylo zřízeno Ředitelství veřejné bezpečnosti, přičemž se zvyšuje počet policistek. V 70. letech 20. století bylo Jordánsko první arabskou zemí, která zařadila ženy do svých policejních složek. Podle Světového indexu vnitřní bezpečnosti a policie za rok 2023 se jordánské orgány činné v trestním řízení umístily na 49. místě na světě (ze 125 hodnocených zemí) a na 2. místě na Blízkém východě, pokud jde o výkonnost policejních služeb.

### Lidská práva a politická svoboda
Jordánsko má významnou tradici svobody tisku a svobody projevu v rámci regionu, ačkoli existují omezení a regulace. Ústava Jordánska garantuje svobodu projevu, ale určité zákony mohou omezit tuto svobodu. Například existují zákony týkající se urážky panovníka a šíření falešných informací. Občané mají základní právo shromažďovat se a sdružovat se, avšak existují omezení týkající se politických stran a organizací. Jordánsko usiluje o posílení práv žen a jejich rovnoprávnosti. Například bylo zavedeno kvóty pro ženy ve volebních orgánech, aby se zvýšila jejich účast v politickém životě.
Země má programy sociální ochrany, které poskytují finanční podporu potřebným obyvatelům, zdravotní péče je většinou poskytována zdarma nebo za symbolický poplatek. Tato země je signatářem různých mezinárodních dohod a úmluv o lidských právech, včetně Úmluvy o právech dítěte a Úmluvy o právech osob se zdravotním postižením.
Jordánsko čelí výzvám spojeným s ochranou lidských práv a politické svobody, včetně omezení svobody tisku a svobody projevu. Vláda se snaží balancovat mezi potřebou udržet stabilitu a ochranou lidských práv a politické svobody. Reformy v oblasti právního systému a lidských práv jsou stále na pořadu dne.

## Ekonomika

Změna HDP na obyvatele v Jordánsku, 1950-2018. Údaje jsou očištěny o inflaci na mezinárodní Gearyho-chamisovy dolary k roku 2011.

Jordánsko je Světovou bankou klasifikováno jako země s nižšími středními příjmy. Přibližně 16 % obyvatelstva žije pod národní hranicí chudoby (stav k roku 2018), přičemž téměř třetina obyvatelstva se pod tuto hranici dostává v určitém období roku, tzv. přechodná chudoba. Ekonomika, jejíž hrubý domácí produkt (HDP) činí 53 mld dolarů (odhad pro rok 2024), rostla v letech 2003-2024 průměrným tempem 8 % ročně a přibližně 5 % ročně od roku 2010.  HDP na obyvatele se v 70. letech zvýšilo o 351 %, v 80. letech kleslo o 30 % a v 90. letech vzrostlo o 36 % - v současnosti (za rok 2023) činí 12 800 USD na obyvatele podle parity kupní síly. Jordánská ekonomika je jednou z nejmenších ekonomik v regionu a obyvatelstvo země trpí poměrně vysokou mírou nezaměstnanosti a chudoby, na začátku roku 2024 činila nezaměstnanost 21 %.
Ekonomika je poměrně dobře diverzifikovaná. Téměř třetinu HDP tvoří obchod a finance dohromady, pětinu doprava a komunikace, veřejné služby a stavebnictví a téměř pětinu těžba a zpracovatelský průmysl. Čistá oficiální rozvojová pomoc Jordánsku za rok 2022 činila 2 mld USD (v roce 2019 2,8 mld USD); podle vlády byly přibližně dvě třetiny této částky přiděleny ve formě grantů, z nichž polovinu tvořila přímá rozpočtová podpora.
Oficiální měnou je jordánský dinár, který je od roku 1995 pevně navázán na americký dolar.  Kurzu je přibližně 1 Kč ≡ 0,030 dináru, tedy přibližně 1 dinár ≡ 33 Kč. V roce 2000 Jordánsko vstoupilo do Světové obchodní organizace a podepsalo dohodu o volném obchodu mezi Jordánskem a Spojenými státy, čímž se stalo první arabskou zemí, která uzavřela dohodu o volném obchodu se Spojenými státy. V rámci EU má Jordánsko status vyspělého státu, což mu usnadnilo lepší přístup k vývozu na evropské trhy. Kvůli pomalému domácímu růstu, vysokým dotacím na energie a potraviny a přebujelému veřejnému sektoru vykazuje Jordánsko obvykle každoroční rozpočtové deficity.

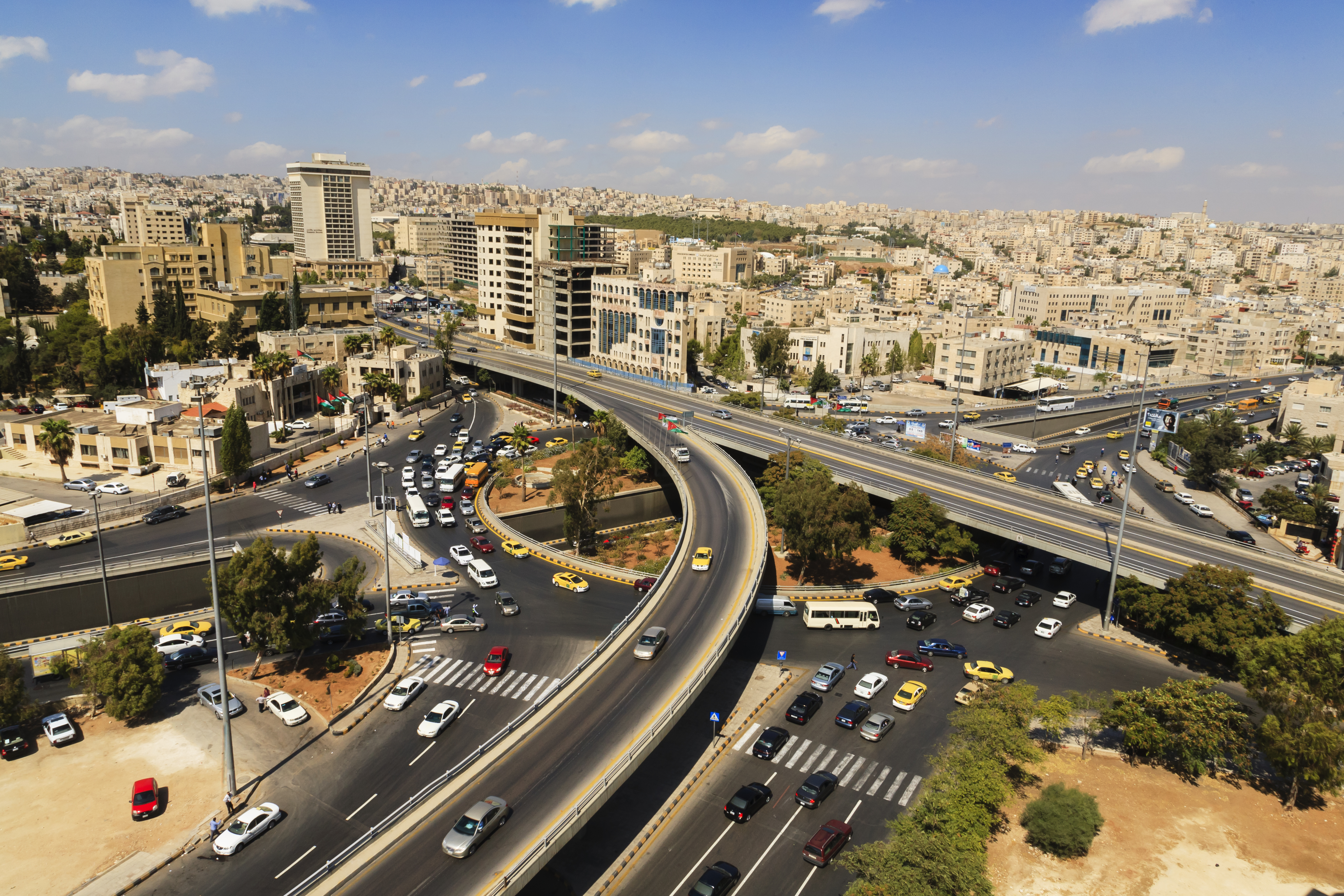
Pohled na část hlavního města Ammánu

Velká recese a nepokoje způsobené arabským jarem snížily růst HDP a poškodily obchod, průmysl, stavebnictví a cestovní ruch. Od roku 2011 prudce poklesl počet příjezdů turistů. Od roku 2011 byl Arabský plynovod zásobující Jordánsko z Egypta 32krát napaden oddíly Islámského státu. Jordánsko utrpělo miliardové ztráty, protože muselo při výrobě elektřiny používat dražší těžké topné oleje. V roce 2012 vláda snížila dotace na pohonné hmoty, čímž zvýšila jejich cenu. Toto rozhodnutí, které bylo později odvoláno, vyvolalo rozsáhlé protesty po celé zemi.
Zahraniční dluh v roce 2011 činil 19 miliard amerických dolarů, což představovalo 60 % HDP. V roce 2016 dosáhl dluh 35,1 miliardy dolarů, což představovalo 93 % jeho HDP. Tento výrazný nárůst je přičítán dopadům regionální nestability, která způsobila pokles turistické aktivity, snížení zahraničních investic, zvýšení vojenských výdajů, útoky na egyptské plynovody, zhroucení obchodu s Irákem a Sýrií, výdajům za přijetí syrských uprchlíků a nahromaděným úrokům z půjček. Podle Světové banky stáli syrští uprchlíci Jordánsko více než 2,5 miliardy dolarů ročně, což představuje 6 % HDP a 25 % ročních příjmů vlády. Zahraniční pomoc pokrývá jen malou část těchto nákladů, 63 % celkových nákladů hradí Jordánsko. V roce 2024 činil tento zahraniční dluh 42 mld dolarů, což představovalo 78 % HDP.
Podíl vzdělaných a kvalifikovaných pracovníků v odvětvích, jako jsou informační a komunikační technologie a průmysl, je díky relativně modernímu vzdělávacímu systému jeden z nejvyšších v regionu. To přilákalo velké zahraniční investice a umožnilo zemi exportovat pracovní sílu do zemí Perského zálivu. Toky remitencí rychle rostly, zejména na konci 70. a v 80. letech 20. století, a zůstávají důležitým zdrojem zahraničních finančních prostředků. V roce 2023 činily remitence 4,5 mld amerických dolarů (9 % HDP), což je výrazný nárůst ve srovnání s rokem 2014, kdy remitence dosáhly 3,7 miliardy dolarů. Jordánsko je v absolutních číslech čtvrtým největším příjemcem v regionu a třetím dle procenta HDP.

### Doprava
Podle Indexu ekonomické konkurenceschopnosti Světového ekonomického fóra z roku 2010 má Jordánsko 35. nejlepší infrastrukturu na světě, což je jedno z nejvyšších umístění v rozvojovém světě. Tato vysoká rozvinutost infrastruktury je nutná v souvislosti s jeho rolí tranzitní země pro zboží a služby především do Palestiny a Iráku.
Podle údajů Ministerstva dopravy z roku 2022 se silniční síť skládá z 7 377 km silnic, z toho2 764 km hlavních; 1 948 km vedlejších a 2 665 km silnic nižšího řádu. Hidžázská dráha, vybudovaná v době Osmanské říše, která se táhla z Damašku do Mekky, by měla sloužit jako základna pro budoucí plány na rozšíření železnice. V současné době je na železnici jen malá osobní doprava; slouží především k přepravě nákladu. Zpracovávají se studie a hledají se zdroje financování projektu celostátní železnice. Ammán má síť autobusů veřejné dopravy včetně rychlých spojení a je spojen s nedalekým městem Zarká prostřednictvím rychlé autobusové dopravy.
Jordánsko má tři komerční letiště, která přijímají a odbavují mezinárodní lety. Dvě se nacházejí v Ammánu a třetí v Akabě, na mezinárodním letišti krále Husajna. Ammánské civilní letiště obsluhuje několik regionálních linek a charterových letů, zatímco mezinárodní letiště královny Alie je hlavním mezinárodním letištěm v Jordánsku a je centrem společnosti Royal Jordanian Airlines, státního dopravce. V roce 2013 bylo dokončeno rozšíření Mezinárodního letiště královny Alie o nové terminály za 700 milionů dolarů, které ročně odbaví přes 16 milionů cestujících. Letiště je považováno za nejmodernější a bylo oceněno jako „nejlepší letiště Blízkého východu“ za rok 2023 v rámci průzkumu kvality letištních služeb, což je přední světový srovnávací program spokojenosti cestujících na letištích.
Přístav Akaba je jediným přístavem v Jordánsku a slouží i pro ostatní sousední země, jelikož leží mezi čtyřmi zeměmi a třemi kontinenty. Je exkluzivní bránou pro místní trh a byl nedávno vylepšen.

### Turistika

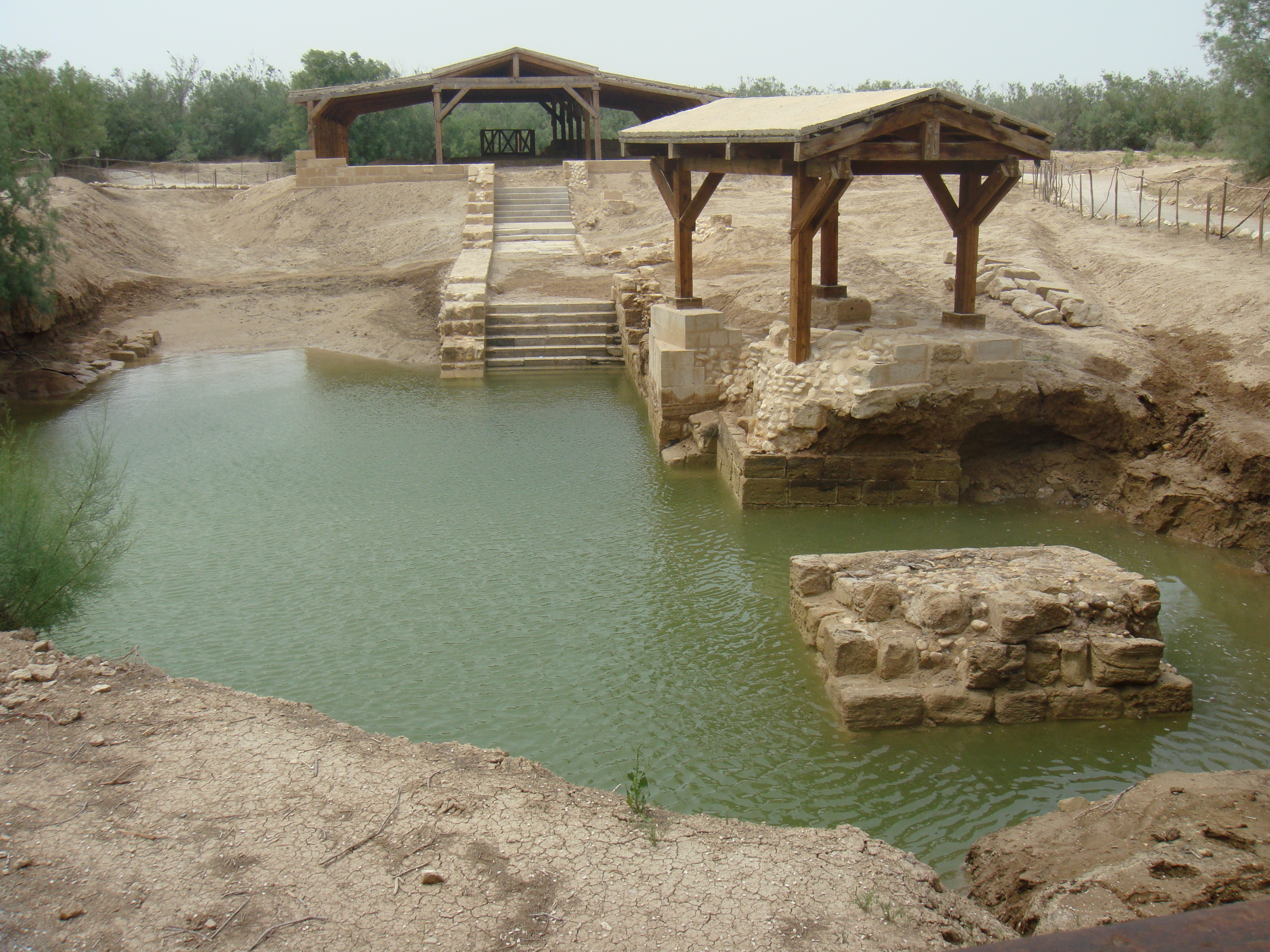
Vykopávky Al-Maghtas na jordánské straně řeky Jordán, o nichž se věří, že byly místem Ježíšova křtu a působení Jana Křtitele

Cestovní ruch je považován za základní kámen ekonomiky a je velkým zdrojem zaměstnanosti, tvrdé měny a hospodářského růstu.  Většina turistů pochází z evropských a arabských zemí. V roce 2023 navštívilo Jordánsko 6,4 mil. návštěvníků, což bylo o 26 % více než v předchozím roce. Cestovní ruch je velmi ovlivněn regionálními turbulencemi, jako je občanská válka v Sýrii či arabské jaro. Například v roce 2010 navštívilo Jordánsko 8 milionů návštěvníků, ale v letech 2010-2016 byl zaznamenán 70% pokles počtu turistů; počet turistů začal znovu stoupat v roce 2017.

Podle ministerstva cestovního ruchu a starožitností se v Jordánsku nachází přibližně 100 000 archeologických a turistických památek, mezi velmi zachovalá historická města patří Petra a Džeraš, přičemž první z nich je nejoblíbenější turistickou atrakcí a ikonou království. Jako součást Svaté země se zde nachází řada biblických míst, mj. Al-Maghtas (tradiční místo Ježíšova křtu), hora Nebo, Umm ar-Rasas, Madaba a Machaerus. K islámským památkám patří svatyně společníků proroka Mohameda, jako byli Abdalláh ibn Ráváh, Zajd ibn Harita a Muadh ibn Džabal. Oblíbenou turistickou atrakcí je také Adžlúnský hrad, postavený muslimským ajjúbovským vůdcem Saladinem ve 12. století během jeho válek s křižáky.

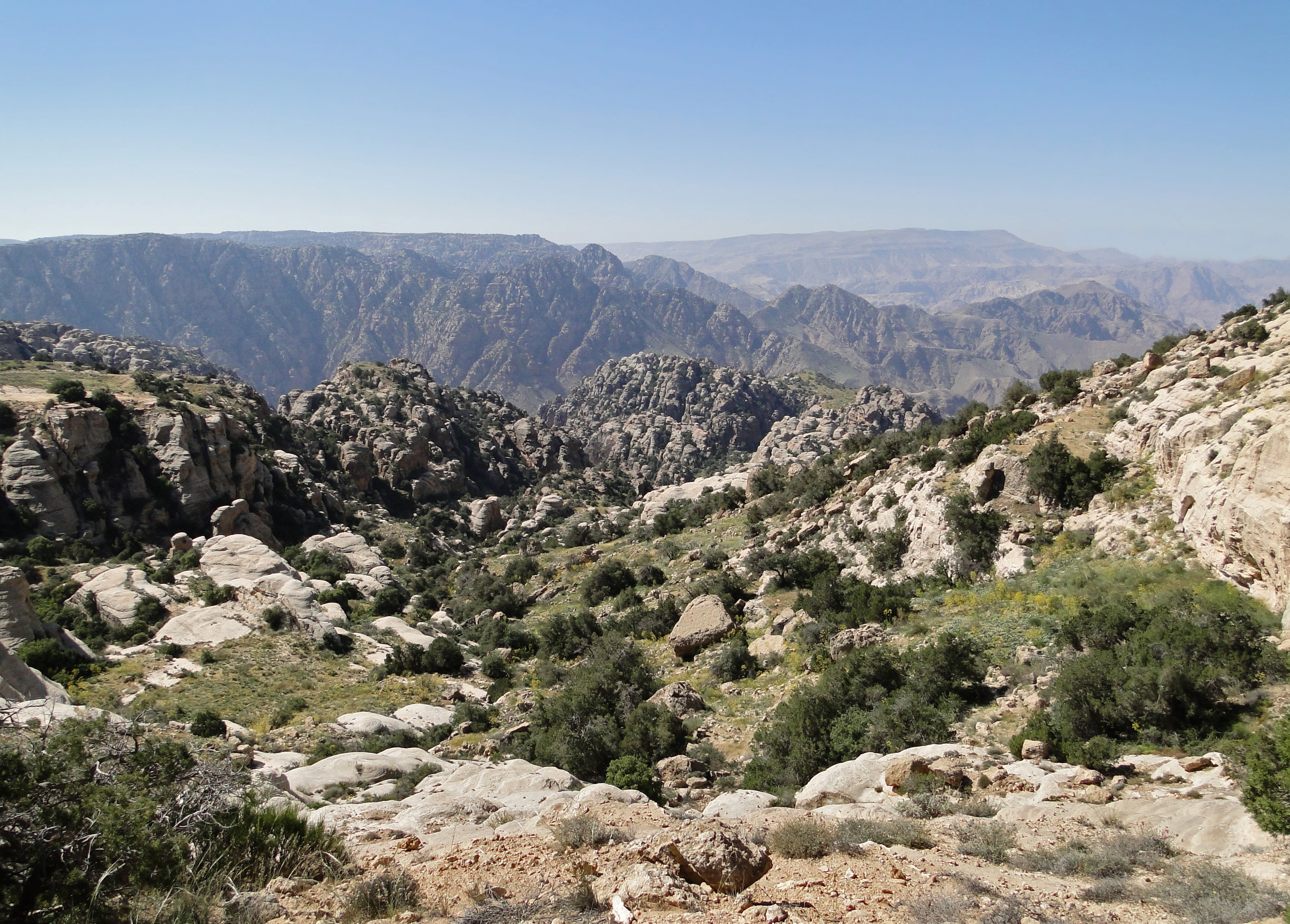
Biosférická rezervace Dana v jižním Jordánsku leží podél dálkové Jordánské turistické trasy, která si získává stále větší oblibu.

Turisty láká také moderní zábava, rekreace a tržiště v městských oblastech, především v Ammánu. V poslední době se v Ammánu, Akabě a Irbídu začíná rozvíjet noční život a roste počet barů, diskoték a nočních klubů. Alkohol je běžně dostupný v turistických restauracích, obchodech s alkoholem a dokonce i v některých supermarketech. Údolí včetně Vádí Mudžíb a turistické trasy v různých částech země lákají dobrodruhy. Pěší turistika si získává oblibu mezi turisty i místními obyvateli. Místa jako biosférická rezervace Dana a Petra nabízejí četné značené turistické trasy. V roce 2015 byla zřízena Jordánská stezka, 650 km dlouhá turistická trasa táhnoucí se celou zemí od severu k jihu a protínající několik zajímavých míst, jejímž cílem je oživit cestovní ruch. Kromě toho se na pobřeží Akaby a Mrtvého moře nachází přímořská rekreace prostřednictvím několika mezinárodních letovisek.
Jordánsko je na Blízkém východě destinací zdravotní turistiky již od 70. let 20. století. Studie provedená Jordan's Private Hospitals Association zjistila, že v roce 2010 se v Jordánsku léčilo 250 000 pacientů ze 102 zemí, zatímco v roce 2007 jich bylo 190 000, což přineslo příjmy přesahující 1 miliardu dolarů. Podle hodnocení Světové banky je Jordánsko nejlepší destinací lékařské turistiky v regionu a celkově pátou na světě. Většina pacientů pochází z Jemenu, Libye a Sýrie kvůli probíhajícím občanským válkám v těchto zemích. Lékaři a zdravotnický personál získali zkušenosti s válečnými pacienty díky dlouholetému přijímání těchto případů z různých konfliktních oblastí v regionu.
Přírodní léčebné procedury se nacházejí jak v horkých pramenech Ma'in, tak v Mrtvém moři. Mrtvé moře je často označováno jako „přírodní lázně“. Obsahuje desetkrát více soli než průměrný oceán, díky čemuž se v něm nelze potopit. Vysoká slanost Mrtvého moře se osvědčila při léčbě mnoha kožních onemocnění. Jedinečnost tohoto jezera přitahuje řadu jordánských i zahraničních rekreantů, což podpořilo investice do hotelového sektoru v této oblasti.

### Přírodní zdroje

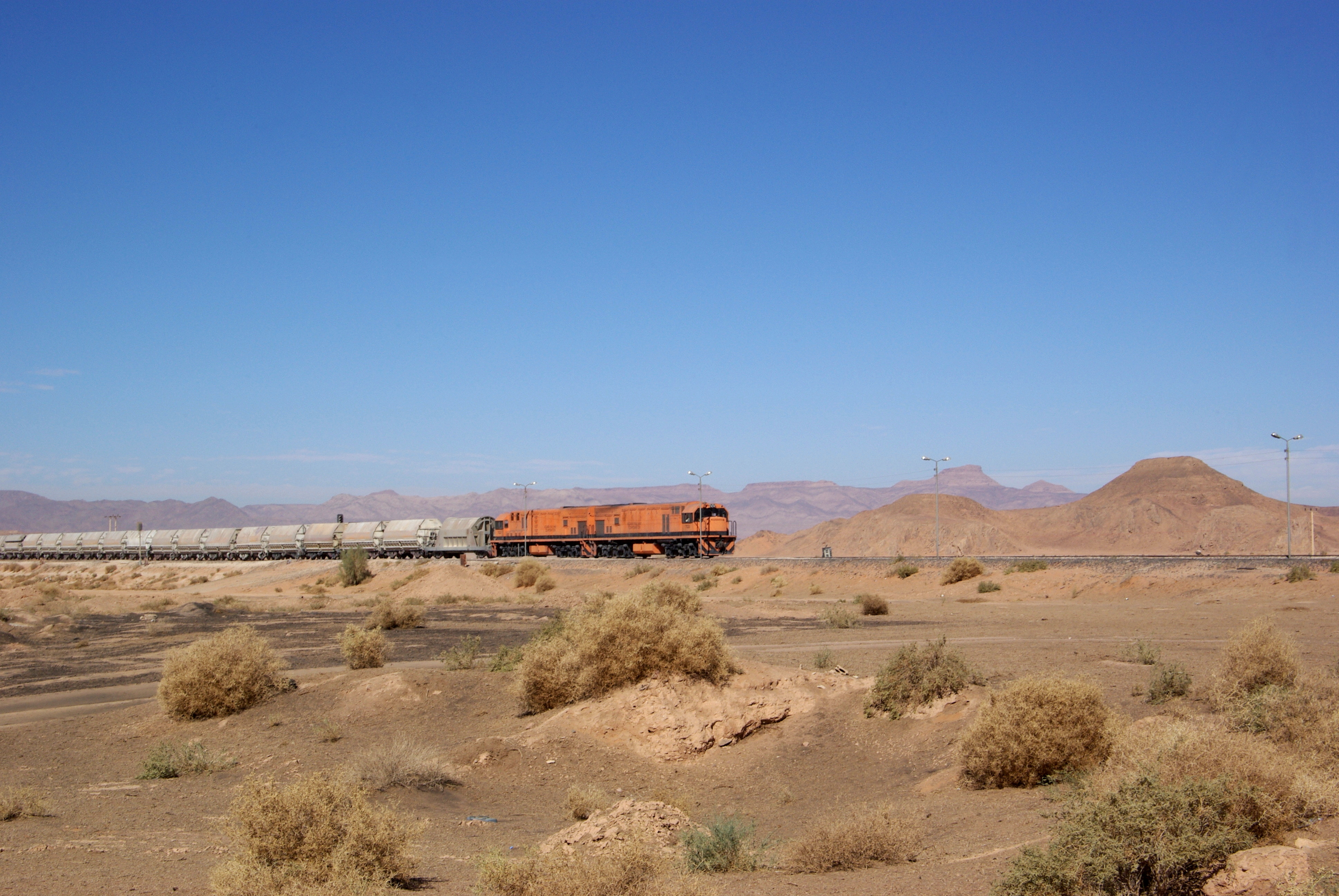
Vlak s fosfáty ve stanici Ram

Jordánsko patří k zemím s největším nedostatkem vody na světě. S 97 metry krychlovými vody na osobu a rok se podle Falkenmarkovy klasifikace potýká s "absolutním nedostatkem vody". Nedostatek zdrojů se ještě zhoršil v důsledku masivního přílivu syrských uprchlíků, z nichž mnozí čelí problémům s přístupem k čisté vodě v neoficiálních osadách (viz níže „Uprchlíci a přistěhovalci“). Jordánsko sdílí oba své hlavní povrchové vodní zdroje, řeky Jordán a Jarmuk, se sousedními zeměmi, což komplikuje rozhodování o přidělování vody. Velkou roli v zásobování sladkou vodou historicky hrála voda z vodonosné vrstvy Disi a deset velkých přehrad. Přehrada Jawa v severovýchodním Jordánsku, jejíž vznik se datuje do čtvrtého tisíciletí před naším letopočtem, je nejstarší přehradou na světě. 
V roce 1987 byl objeven zemní plyn; odhadovaná velikost objevených zásob však činila asi 6,5 mld m3 (6,5 km3), což je ve srovnání s ropou bohatými sousedy zanedbatelné množství. Naleziště Risha ve východní poušti u iráckých hranic produkuje téměř 35 milionů krychlových stop plynu denně, který je posílán do nedaleké elektrárny k výrobě malého množství elektřiny, kterou Jordánsko potřebuje, což vedlo k závislosti na dovozu ropy pro výrobu téměř veškeré elektřiny. Jordánsko v roce 2012 vybudovalo terminál pro zkapalněný zemní plyn v Akabě, aby dočasně nahradilo dodávky, a zároveň formulovalo strategii racionalizace spotřeby energie a diverzifikace energetických zdrojů. 
Jordánsko má 330 slunečných dní v roce a rychlost větru v horských oblastech dosahuje více než 7 m/s, takže obnovitelné zdroje energie se ukázaly jako perspektivní odvětví. Král Abdulláh v roce 2010 slavnostně zahájil rozsáhlé projekty obnovitelných zdrojů energie, včetně větrné farmy Tafila o výkonu 117 MW, solární elektrárny Shams Ma'an o výkonu 53 MW a solární elektrárny Quweira o výkonu 103 MW, přičemž se plánuje několik dalších projektů. Na začátku roku 2019 bylo oznámeno, že bylo dokončeno více než 1090 MW projektů obnovitelných zdrojů energie, které přispívají k 8 % jordánské elektřiny oproti 3 % v roce 2011, zatímco 92 % se vyrábí z plynu. V roce 2018 vláda oznámila, že se bude snažit o zvýšení podílu obnovitelné energie na celkové výrobě elektřiny.
Jordánsko má páté největší zásoby ropných břidlic na světě, které by mohly být komerčně využívány v centrálních a severozápadních oblastech. Oficiální údaje odhadují zásoby na více než 70 miliard tun. Elektrárna Attarat, jeho první elektrárna na břidlicovou ropu, byla uvedena do provozu v roce 2023 a má výkon 470 MW. Jordánsko se rovněž snaží využít svých velkých zásob uranu prostřednictvím využití jaderné energie. Původní plán počítal s výstavbou dvou reaktorů o výkonu 1 000 MW, ale kvůli finančním omezením byl zrušen. V současné době Komise pro atomovou energii místo toho zvažuje výstavbu malých modulárních reaktorů, jejichž výkon se pohybuje pod 500 MW a které mohou poskytovat zdroje elektřiny pro odsolování vody. Fosfátové doly na jihu země učinily z Jordánska jednoho z největších producentů a vývozců tohoto nerostu na světě.

### Průmysl

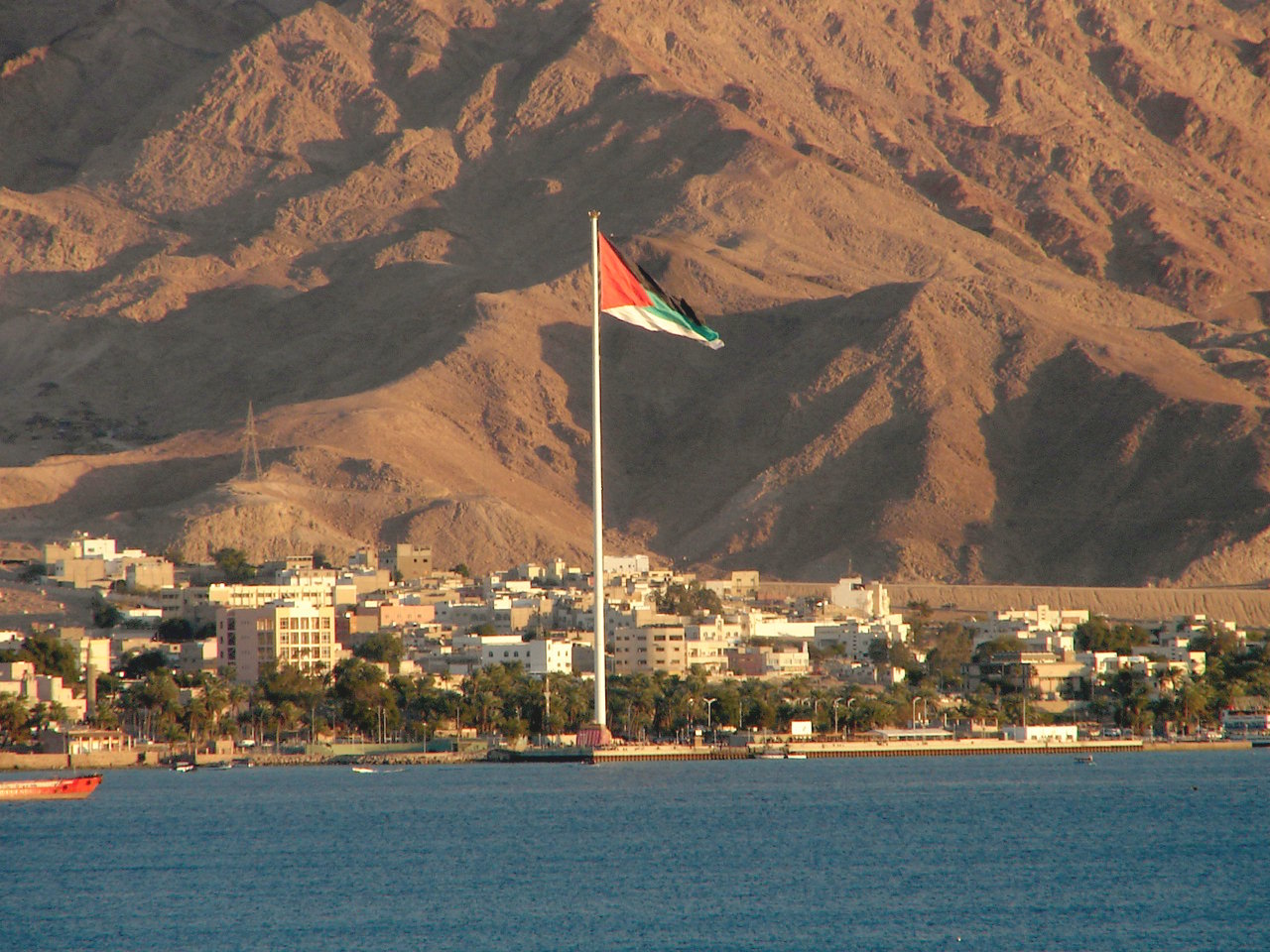
Vlajkový stožár Akaba v nejjižnějším městě Akaba, na jediném jordánském pobřeží.

Průmyslový sektor, který zahrnuje těžbu, výrobu, stavebnictví a energetiku, se v roce 2023 podílel na HDP přibližně 24 % (z toho výroba 16 %, stavebnictví 5 % a těžba 3 %).
V roce 2002 bylo v průmyslu zaměstnáno více než 21 % pracovní síly. V roce 2014 se průmysl podílel 6 % na HDP. Hlavními průmyslovými produkty jsou potaš, fosfáty, cement, oděvy a hnojiva. Nejperspektivnějším segmentem tohoto odvětví je stavebnictví. Společnost Petra Engineering Industries Company, která je považována za jeden z hlavních pilířů jordánského průmyslu, získala mezinárodní uznání díky svým klimatizačním jednotkám, které se dostaly až do NASA. Jordánsko je nyní považováno za předního výrobce léčiv v regionu MENA v čele s firmou Hikma.
Vojenský průmysl vzkvétal poté, co král Abdalláh II. v roce 1999 založil obrannou společnost Jordan Design and Development Bureau, která měla zajistit domácí kapacity pro dodávky vědeckých a technických služeb jordánským ozbrojeným silám a stát se světovým centrem v oblasti bezpečnostního výzkumu a vývoje. Vyrábí všechny typy vojenských produktů, z nichž mnohé jsou prezentovány na mezinárodní vojenské výstavě SOFEX, která se koná každé dva roky. V roce 2015 společnost vyvezla průmyslové výrobky v hodnotě 72 milionů dolarů do více než 42 zemí.

### Zemědělství

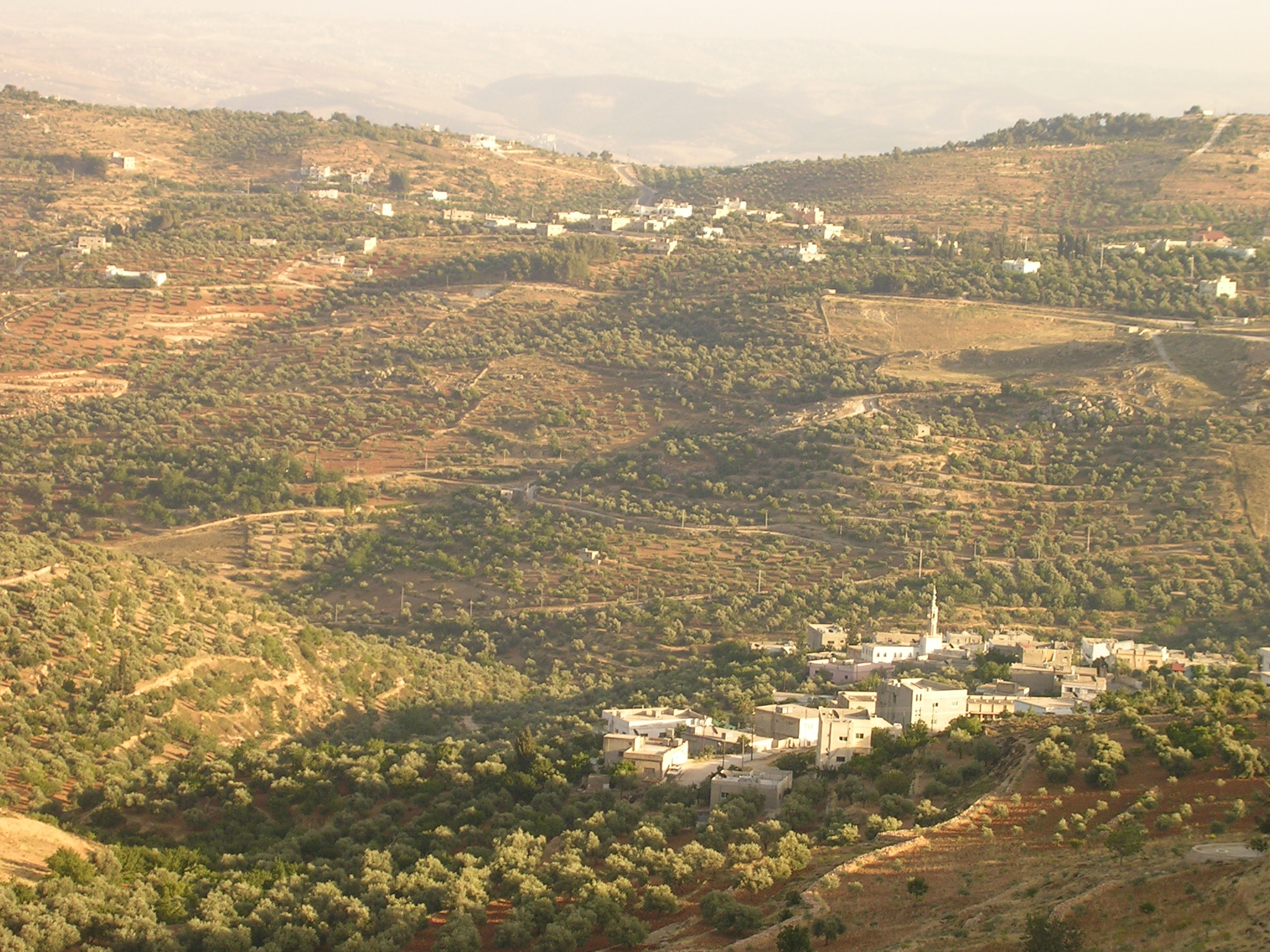
Olivové farmy u města Souf na severu Jordánska

Východní Jordánsko je převážně tvořeno pouštěmi, jižní polopouštěmi. Pouze 4 % území jsou vhodná k obdělávání půdy a 8 % se používá jako pastviny. Navzdory nárůstu produkce se podíl zemědělství na ekonomice postupně snižoval a v roce 2004 činil pouze 2,4 % hrubého domácího produktu. V roce 2002 pracovalo v zemědělství přibližně 4 % jordánské pracovní síly. Hlavními produkty jsou ovoce a zelenina (rajčata, olivy, tabák, citrusy a banány) pěstované v Jordánském údolí. Zbývající část rostlinné výroby, zejména produkce obilovin, zůstává nestabilní kvůli nedostatku trvalých srážek. V zemi je více než milion ovcí, 450 000 koz, 33 000 kusů dobytka a 14 000 velbloudů. Některá z těchto zvířat jsou ještě stále chována kočovnými beduíny. Vážným problémem je eroze půdy. Některé oblasti jsou uměle zavlažovány. V oblasti jižní pouště byla zřízena hospodářství využívající vodu čerpanou z hlubokých podzemních zásobníků vody. Rybaření v řece Jordánu a Jarmúku slouží jako potravinový zdroj.

### Věda a technologie

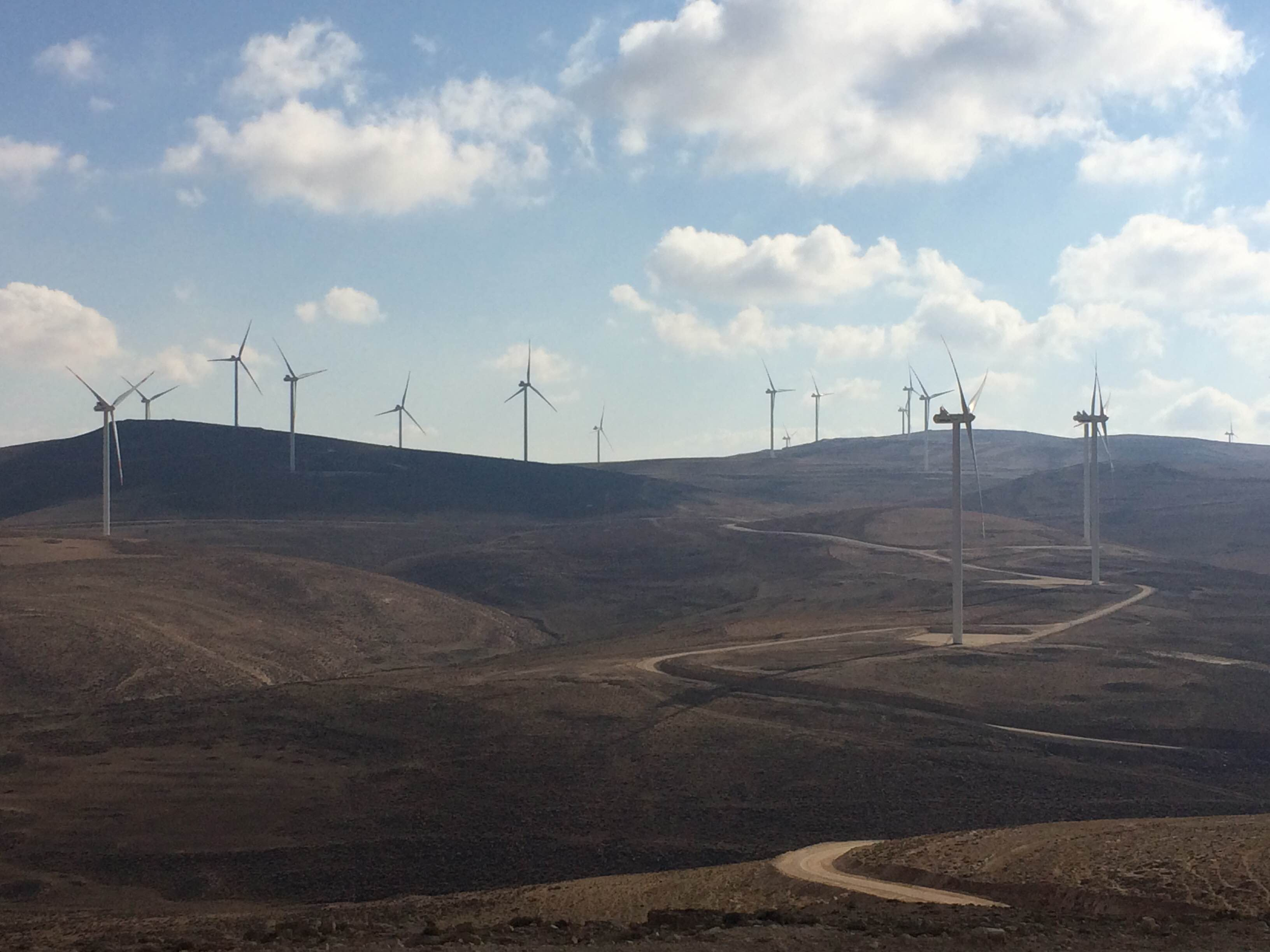
Větrná farma Tafila o výkonu 117 MW v jižním Jordánsku je první a největší komerční větrnou farmou na Blízkém východě.

Věda a technika jsou nejrychleji se rozvíjejícím hospodářským odvětvím. Tento růst probíhá v několika sektorech, včetně informačních a komunikačních technologií (IKT) a jaderných technologií. Jordánsko se podílí na 75 % arabského obsahu na internetu. V roce 2014 představovalo odvětví IKT více než 84 000 pracovních míst a podílelo se 12 % na HDP. V oblasti telekomunikací, informačních technologií a vývoje videoher působí více než 400 společností. V oblasti aktivních technologií působí 600 společností a 300 start-upů. V roce 2024 se Jordánsko umístilo na 73. místě globálního inovačního indexu.
Rozvíjí se také jaderná věda a technologie. Jordánský výzkumný a školicí reaktor, který byl uveden do provozu v roce 2016, je školicí reaktor o výkonu 5 MW umístěný na Jordánské univerzitě vědy a technologie v Ramse. Toto zařízení je prvním jaderným reaktorem v zemi a poskytne Jordánsku radioaktivní izotopy pro lékařské využití a zajistí školení studentů s cílem připravit kvalifikovanou pracovní sílu pro plánované komerční jaderné reaktory v zemi.
V Jordánsku se také nachází zařízení SESAME (Synchrotron-Light for Experimental Science and Applications in the Middle East), které je jediným urychlovačem částic na Blízkém východě a jedním z pouhých 60 zdrojů synchrotronového záření na světě. SESAME, podporované UNESCO a CERN, bylo otevřeno v roce 2017 a umožňuje spolupráci vědců z různých konkurenčních zemí Blízkého východu.

## Obyvatelstvo
Podle sčítání lidu z roku 2015 žilo v Jordánsku 9 531 712 obyvatel (47 % žen, 53 % mužů). Přibližně 2,9 milionu (30 %) tvořili osoby bez trvalého pobytu, což zahrnuje uprchlíky a nelegální přistěhovalce. V roce 2015 bylo v Ammánu 1 977 534 domácností s průměrným počtem 4,8 osoby na domácnost (oproti 6,7 osob na domácnost při sčítání v roce 1979). Ammán je jedním z nejstarších nepřetržitě obydlených měst na světě a jedním z nejmodernějších v arabském světě. V roce 1946 měl Ammán 66 000 obyvatel, ale v roce 2015 již přesáhl 4 miliony.
Arabové tvoří přibližně 98 % obyvatelstva. Zbývající 2 % tvoří převážně národy z Kavkazu, včetně Čerkesů, Arménů a Čečenců, spolu s menšími menšinovými skupinami. Asi 84 % obyvatel žije ve městech.

### Města
Ammán je nejvýznamnějším průmyslovým centrem a je v něm soustředěno přes 50 % veškerého průmyslu v zemi. Je to významné místní centrum a stalo se i bankovním střediskem. Zarká (736 000 obyvatel v roce 2021) je druhým největším městem a Irbid (582 000 obyvatel) je třetím největším. Všechna města leží na severu, jediným jižním význačnějším městem je Akaba, jediný jordánský přístav ležící na břehu Rudého moře.
| Největší města v Jordánsku (2021) | Největší města v Jordánsku (2021) | Největší města v Jordánsku (2021) | Největší města v Jordánsku (2021) |
| --------------------------------- | --------------------------------- | --------------------------------- | --------------------------------- |
| Pořadí                            | Město                             | Guvernorát                        | Poč. obyvatel                     |
| 1.                                | Ammán                             | Ammán                             | 4 061 000                         |
| 2.                                | Zarká                             | Zarká                             | 736 000                           |
| 3.                                | Irbid                             | Irbid                             | 582 000                           |
| 4.                                | Rusajfa                           | Zarká                             | 547 000                           |
| 5.                                | Sahab                             | Ammán                             | 196 000                           |
| 6.                                | Ramsa                             | Irbid                             | 180 000                           |
| 7.                                | Akaba                             | Akaba                             | 172 000                           |
| 8.                                | Mafrak                            | Mafrak                            | 123 000                           |
| 9.                                | Madaba                            | Madaba                            | 122 000                           |
| 10.                               | Salt                              | Balká                             | 116 000                           |

### Uprchlíci, přistěhovalci a expatrianti

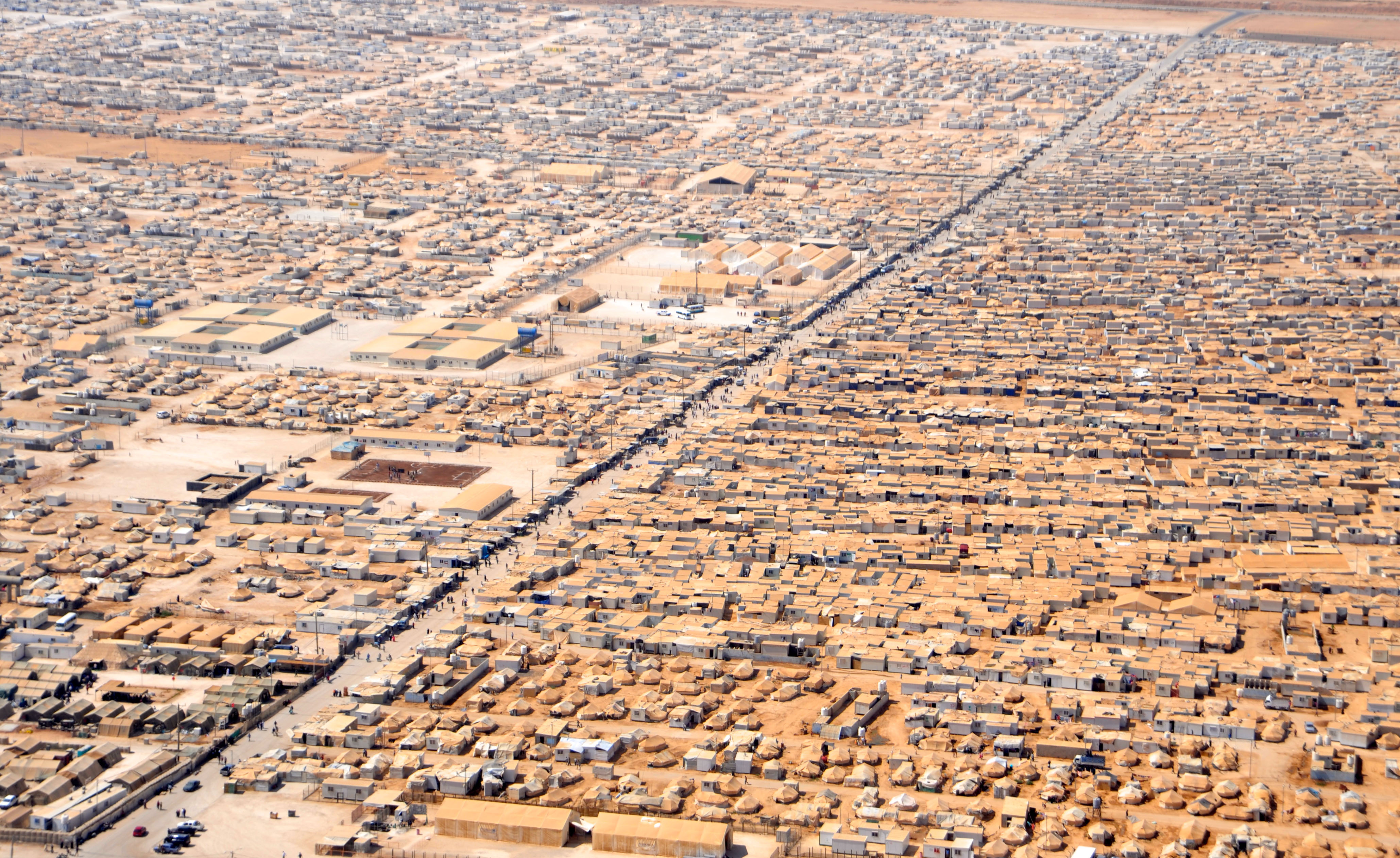
Letecký pohled na část uprchlického tábora Zátarí, v němž žije 80 000 syrských uprchlíků a který je největším syrským uprchlickým táborem na světě.

V Jordánsku žilo k prosinci 2016 celkem 2 175 491 palestinských uprchlíků; většina z nich získala jordánské občanství. První vlna palestinských uprchlíků přišla během arabsko-izraelské války v roce 1948 a vrcholila během šestidenní války v roce 1967 a války v Perském zálivu v roce 1990. V minulosti Jordánsko udělilo mnoha palestinským uprchlíkům občanství, ale v poslední době je občanství udělováno jen ve výjimečných případech. V uprchlických táborech UNRWA žije 370 000 těchto Palestinců. Po obsazení Západního břehu Jordánu Izraelem v roce 1967 Jordánsko zrušilo občanství tisícům Palestinců, aby zmařilo jakýkoli pokus o trvalé přesídlení ze Západního břehu Jordánu do Jordánska. Palestincům ze Západního břehu Jordánu, kteří měli rodinu v Jordánsku nebo jordánské občanství, byly vydány žluté karty, které jim zaručovaly všechna práva vyplývající z občanství, pokud o ně požádají.
Po válce v Iráku v roce 2003 se do Jordánska přestěhovalo až 1 000 000 Iráčanů, z nichž se většina vrátila zpět; v roce 2015 jejich počet činil 131 000 osob. Mnoho iráckých křesťanů (z nichž naprostou většinu tvoří etničtí Asyřané) se však v Jordánsku usadilo dočasně nebo natrvalo. Mezi přistěhovalce patří také 15 000 Libanonců, kteří přišli po válce v Libanonu v roce 2006. Od roku 2010 uprchlo do Jordánska před násilím v Sýrii více než 1,4 milionu syrských uprchlíků, z nichž největší počet se nachází v uprchlickém táboře Zátarí. Království i nadále projevuje pohostinnost, a to i přes značnou zátěž, kterou příliv syrských uprchlíků představuje pro jordánské komunity, neboť naprostá většina syrských uprchlíků nežije v táborech. Dopady uprchlické krize zahrnují konkurenci o pracovní příležitosti, vodní zdroje a další státem poskytované služby spolu se zatížením národní infrastruktury.
V roce 2007 zde žilo až 150 000 asyrských křesťanů; většina z nich jsou východoaramejsky mluvící uprchlíci z Iráku. Kurdů je přibližně 30 000 a stejně jako Asyřané jsou mnozí z nich uprchlíci z Iráku, Íránu a Turecka. Potomci Arménů, kteří hledali útočiště v Levantě během genocidy Arménů v roce 1915, čítají přibližně 5 000 osob, převážně žijících v Ammánu. V Jordánsku žije také malý počet etnických Mandejců, opět převážně uprchlíků z Iráku. Přibližně 12 000 iráckých křesťanů hledalo útočiště v Jordánsku poté, co Islámský stát v roce 2014 dobyl město Mosul. O azyl požádalo také několik tisíc Libyjců, Jemenců a Súdánců, aby unikli nestabilitě a násilí ve svých zemích. Sčítání lidu z roku 2015 zaznamenalo, že v zemi pobývá 1 265 000 Syřanů, 636 270 Egypťanů, 634 182 Palestinců, 130 911 Iráčanů, 31 163 Jemenců, 22 700 Libyjců a 197 385 příslušníků jiných národností..
V království žije přibližně 1,2 milionu nelegálních a 500 000 legálních pracovních migrantů a expatriantů. Tisíce cizinek, většinou z Blízkého východu a východní Evropy, pracují v nočních klubech, hotelech a barech po celém království. V hlavním městě se soustřeďují americké a evropské komunity expatriantů, neboť zde sídlí mnoho mezinárodních organizací a diplomatických misí.

### Náboženství
Dominantním náboženstvím je sunnitský islám. Muslimové tvoří asi 95 % obyvatel; 93 % z nich se pak samo označuje za sunnity. Žije tu také malý počet muslimů, stoupenců hnutí ahmadíja a pár šíitů. Mnoho šíitů jsou iráčtí a libanonští uprchlíci. Muslimové, kteří konvertují k jinému náboženství, stejně jako misionáři jiných náboženství čelí společenské a právní diskriminaci.
V Jordánsku se nacházejí jedny z nejstarších křesťanských komunit na světě, které vznikly již v 1. století n. l. po ukřižování Ježíše. Křesťané dnes tvoří asi 4 % obyvatelstva, což je méně než 20 % v roce 1930, i když jejich absolutní počet vzrostl. Je to způsobeno vysokou mírou imigrace muslimů do Jordánska, vyšší mírou emigrace křesťanů na Západ a vyšší porodností muslimů. Podle odhadu pravoslavné církve z roku 2014 je křesťanů přibližně 250 000, přičemž všichni mluví arabsky, ačkoli studie nezahrnula menšinové křesťanské skupiny a tisíce západních, iráckých a syrských křesťanů žijících v Jordánsku. Křesťané jsou dobře integrováni do společnosti a těší se vysoké míře svobody. Křesťané mají také vliv v médiích.
Mezi menší náboženské menšiny patří drúzové, bahá'isté a mandejci. Většina drúzů žije v Azraku, v některých vesnicích na syrské hranici a v Zarká, zatímco většina jordánských bahá'istů žije v Adassiyeh na hranici Jordánského údolí. Odhaduje se, že v Ammánu žije 1 400 mandejců, kteří přišli z Iráku po invazi v roce 2003 a utíkali před pronásledováním.

### Jazyky
Úředním jazykem je moderní standardní arabština, literární jazyk, který se vyučuje ve školách. Většina Jordánců mluví jedním z nestandardních arabských dialektů, známým jako jordánská arabština. Jordánský znakový jazyk je jazykem komunity neslyšících. Angličtina, ačkoli nemá oficiální status, je rozšířená po celé zemi a je de facto jazykem obchodu a bankovnictví, stejně jako má spoluoficiální status ve školství; téměř všechny univerzitní předměty se vyučují v angličtině a téměř všechny veřejné školy vyučují angličtinu spolu se standardní arabštinou. Čečenština, čerkesština, arménština, tagalogština a ruština jsou mezi svými komunitami populární. Francouzština je nabízena jako volitelný předmět na mnoha školách, především v soukromém sektoru. Němčina je stále populárnější; ve větším měřítku byla zavedena po založení Německé jordánské univerzity v roce 2005..

### Zdravotnictví a vzdělávání

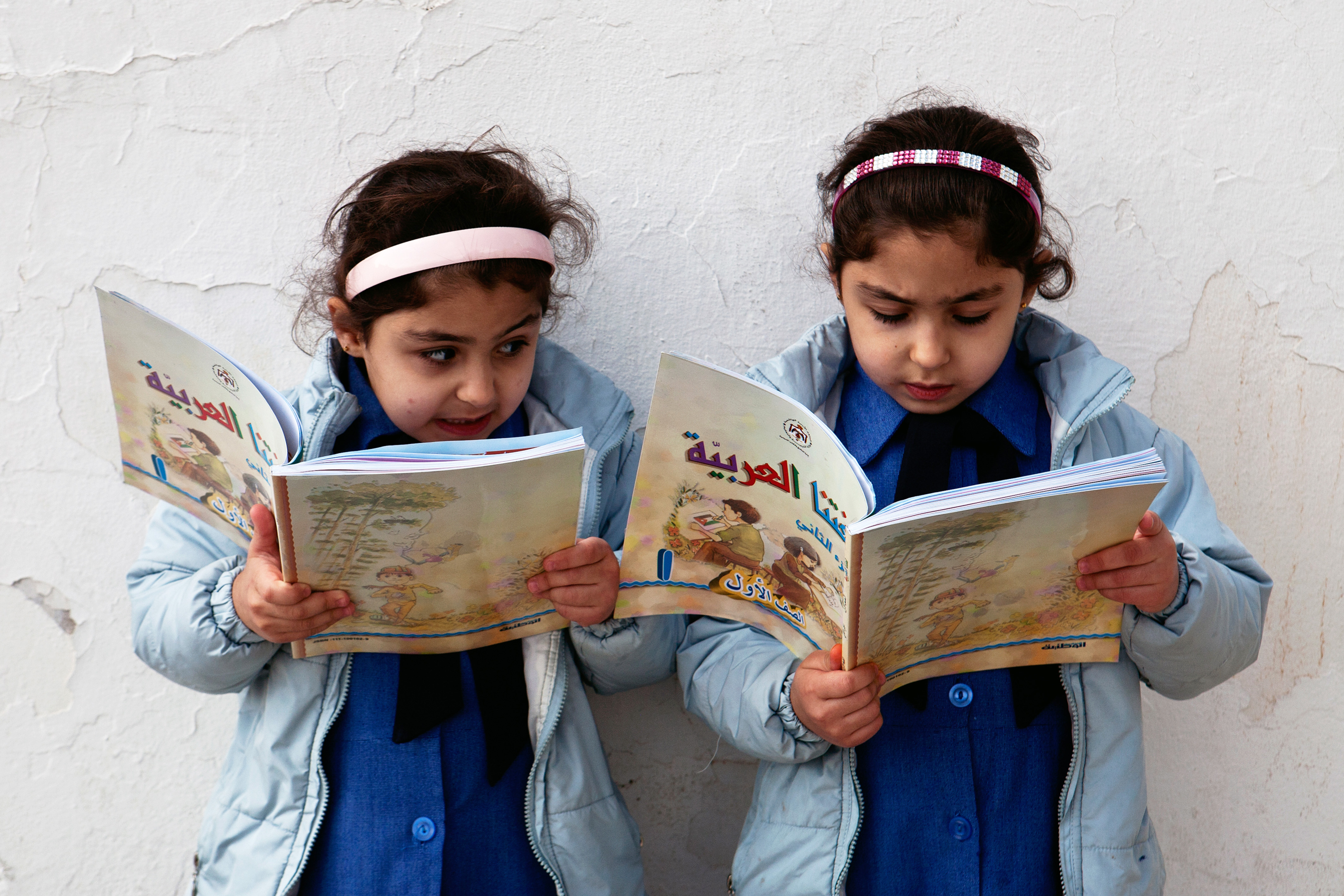
Jordánské školačky při čtení ve státní škole. Celková gramotnost jordánských mladých žen (15–24 let) v roce 2015 činila 99,4 %.

Naděje dožití (střední délka života) se v roce 2022 pohybovala kolem 74 let. Hlavními příčinami úmrtí jsou kardiovaskulární onemocnění, následovaná rakovinami. Míra proočkovanosti dětí se neustále zvyšuje; v roce 2022 se očkování dostalo k více než 95 % dětí mladších pěti let. V roce 1950 mělo vodu a kanalizaci k dispozici pouze 10 % obyvatel, v roce 2015 již  98 % Jordánců.
Zdravotnické služby patří k těm nejlepším v regionu, k úspěchu tohoto odvětví přispěli kvalifikovaní zdravotníci, příznivé investiční klima a ekonomická stabilita. Zdravotnický systém je rozdělen mezi státní a soukromé instituce. Jordánská nemocnice (jako největší soukromá nemocnice) získala 1. června 2007 jako první všeobecná specializovaná nemocnice mezinárodní akreditaci JCAHO. Celkem 66 % Jordánců má zdravotní pojištění.
Vzdělávací systém zahrnuje 2 roky předškolního vzdělávání, 10 let povinného základního vzdělávání a 2 roky středoškolského akademického nebo odborného vzdělávání, po jehož ukončení studenti skládají zkoušky General Certificate of Secondary Education Exam (Tawjihi). Základní vzdělání je bezplatné. Studenti mohou navštěvovat soukromé nebo státní školy. Podle Světové banky činila v roce 2023 míra gramotnosti 99 % a je považována za nejvyšší na Blízkém východě a v arabském světě a za jednu z nejvyšších na světě. UNESCO zařadilo jordánský vzdělávací systém na 18. místo z 94 zemí, pokud jde o zajištění rovnosti žen a mužů ve vzdělávání. Jordánsko má nejvyšší počet výzkumných pracovníků ve výzkumu a vývoji na milion obyvatel ze všech 57 zemí, které jsou členy Organizace islámské spolupráce. Na milion obyvatel zde připadá 8 060 výzkumných pracovníků, zatímco světový průměr je 2 500 na milion obyvatel.
Jordánsko má 10 veřejných univerzit, 19 soukromých univerzit a 54 komunitních vysokých škol, z nichž 14 je veřejných, 24 soukromých a další jsou přidruženy k jordánským ozbrojeným silám, ministerstvu civilní obrany, ministerstvu zdravotnictví a Úřadu OSN pro palestinské uprchlíky na Blízkém východě. Na univerzitách studuje ročně přes 200 000 studentů. Dalších 20 000 pokračuje ve studiu na vysokých školách v zahraničí, především ve Spojených státech amerických a v Evropě. Podle žebříčku Webometrics World Universities Ranking jsou nejlépe hodnocenými univerzitami v zemi Jordánská univerzita (UJ) (1 220. místo na světě), Jordánská univerzita vědy a technologie (JUST) (1 729. místo) a Hašemitská univerzita (2 176. místo). UJ a JUST obsadily 8. a 10. místo mezi arabskými univerzitami.

## Kultura

### Umění a muzea

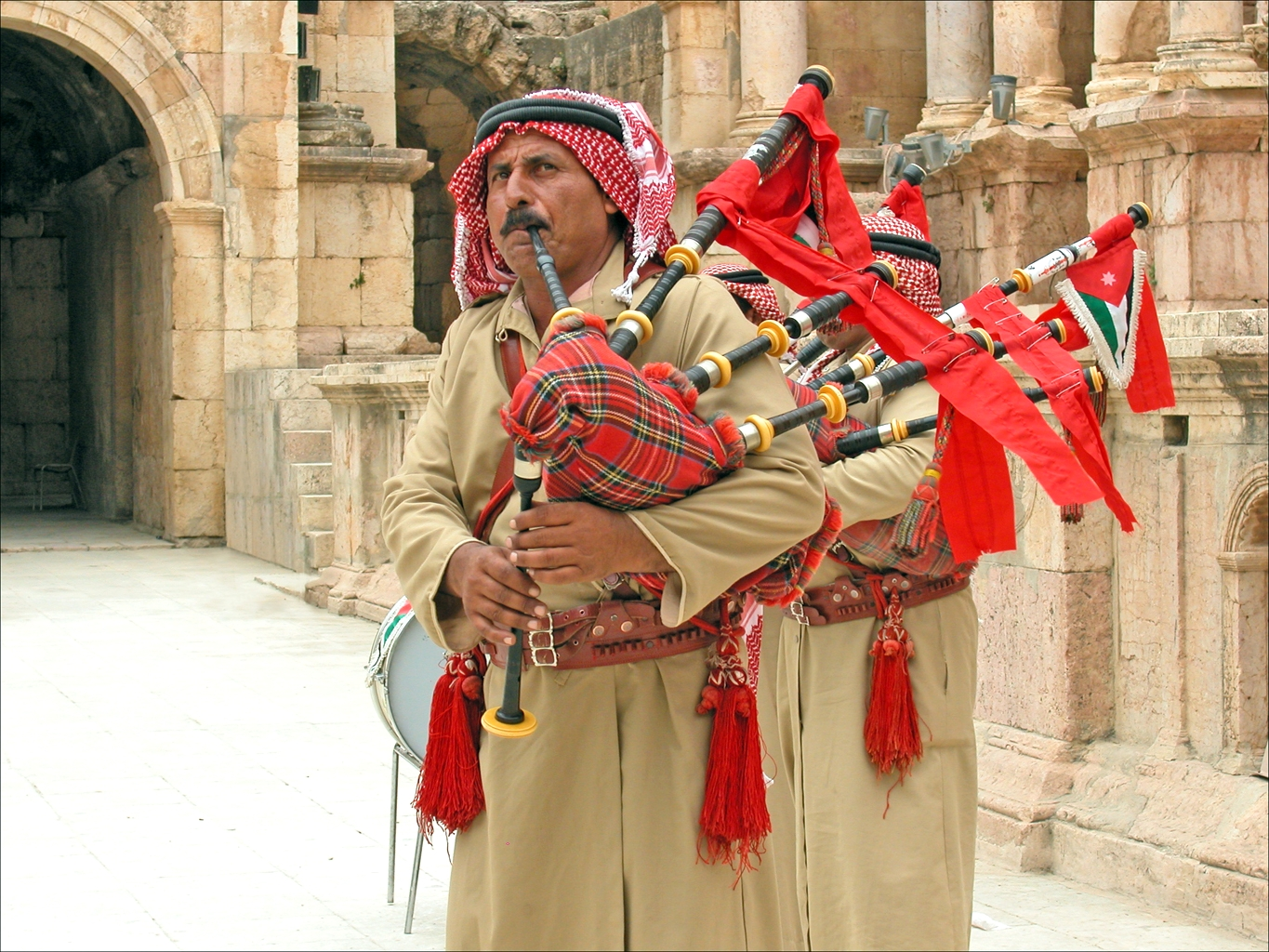
Jordánská folklorní skupina hrající na dudy v Džaraši.

Cílem mnoha institucí je zvyšovat kulturní povědomí o jordánském umění a reprezentovat umělecké směry v oblastech, jako je malířství, sochařství, graffiti a fotografie. Umělecká scéna se v posledních letech rozvíjí a Jordánsko je útočištěm pro umělce z okolních zemí. V roce 2016 byl jordánský film Theeb vůbec poprvé nominován na Oscara za nejlepší cizojazyčný film.
Největším muzeem je Jordánské národní muzeum. Obsahuje velkou část z cenných archeologických nálezů v zemi, včetně některých svitků od Mrtvého moře, neolitických vápencových soch z 'Ain Ghazal a kopie Méšovy stély. Většina muzeí se nachází v Ammánu, včetně Jordánského dětského muzea, Památníku a muzea mučedníků a Královského automobilového muzea. Mezi muzea mimo Ammán patří Archeologické muzeum v Akabě. Jordánská národní galerie výtvarného umění je významné muzeum současného umění, které se nachází v Ammánu.
Jordánsko dalo vzniknout velkému počtu nových kapel a umělců, kteří jsou populární na Blízkém východě. Umělci jako Omar Al-Abdallat, Toni Qattan, Diana Karazon a Hani Mitwasi zvýšili popularitu jordánské hudby. Festival v Jerashi je každoroční hudební událost, na které vystupují populární arabští zpěváci. Pianista a skladatel Zade Dirani získal širokou mezinárodní popularitu. Stále více se také rozvíjí alternativní arabské rockové skupiny, které dominují scéně v arabském světě, jako například El Morabba3, Autostrad, JadaL, Akher Zapheer a Aziz Maraka.
Jordánsko odhalilo své první podmořské vojenské muzeum u pobřeží Akaby. V muzeu se nachází několik vojenských vozidel, včetně tanků, vojenských transportérů a vrtulníku.

### Kuchyně

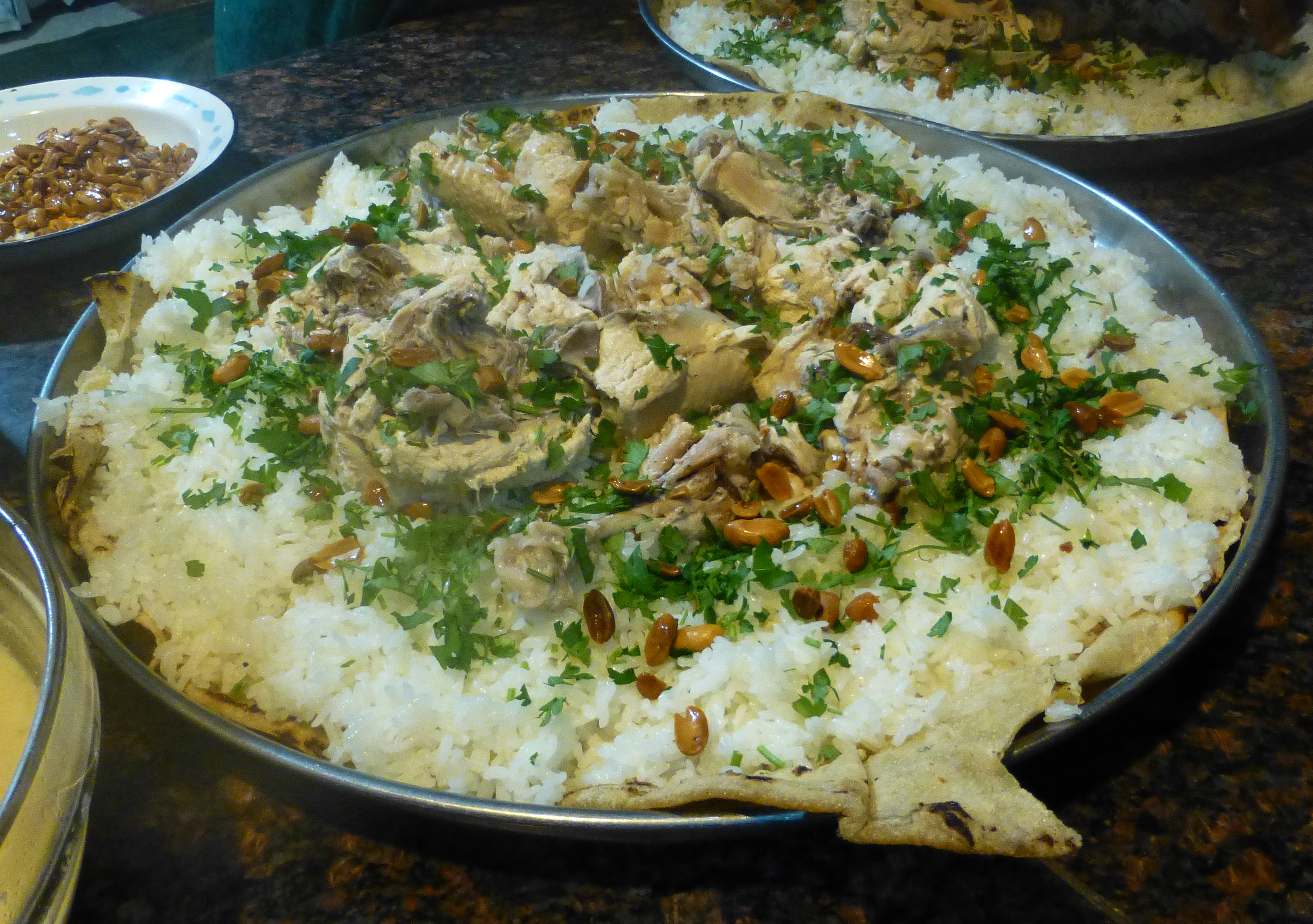
Mansaf, tradiční jordánské jídlo, pochází z beduínského života a je symbolem jordánské pohostinnosti

Jordánsko je osmým největším producentem oliv na světě, a proto se zde při vaření používá především olivový olej. Častým předkrmem je hummus, což je pyré z cizrny smíchané s tahini, citronem a česnekem. Dalším známým předkrmem je ful medames. Typické dělnické jídlo se od té doby dostalo i na stoly vyšších vrstev. Typické meze často obsahuje koubba maqliya, labaneh (řecký jogurt), lilkový baba ganuš, tabouleh, olivy a nakládané okurky. K meze se obvykle podává levantský alkoholický nápoj arak, který se vyrábí z hroznů a anýzu a je podobný ouzu, rakiji a pastisu. Někdy se používá také jordánské víno a pivo. Stejné pokrmy, podávané bez alkoholických nápojů, lze v arabštině označit také jako „muqabbilat“ (předkrm).
Nejcharakterističtějším pokrmem je mansaf, jordánské národní jídlo. Tento pokrm je symbolem pohostinnosti a je ovlivněn beduínskou kulturou. Mansaf se jí při různých příležitostech, jako jsou pohřby, svatby a náboženské svátky. Skládá se z talíře rýže s masem, které bylo uvařeno v hustém jogurtu, posypané piniovými oříšky a někdy i bylinkami. Podle staré tradice se pokrm jí rukama, ale ne vždy se tato tradice dodržuje. Ke konci jídla se často podává samotné čerstvé ovoce, ale také zákusky, jako jsou baklava, hareeseh, kanafeh, halva a katajef, pokrm připravovaný speciálně pro ramadán. Samozřejmostí je pití kávy a čaje s příchutí máty nebo šalvěje lékařské.

### Sport

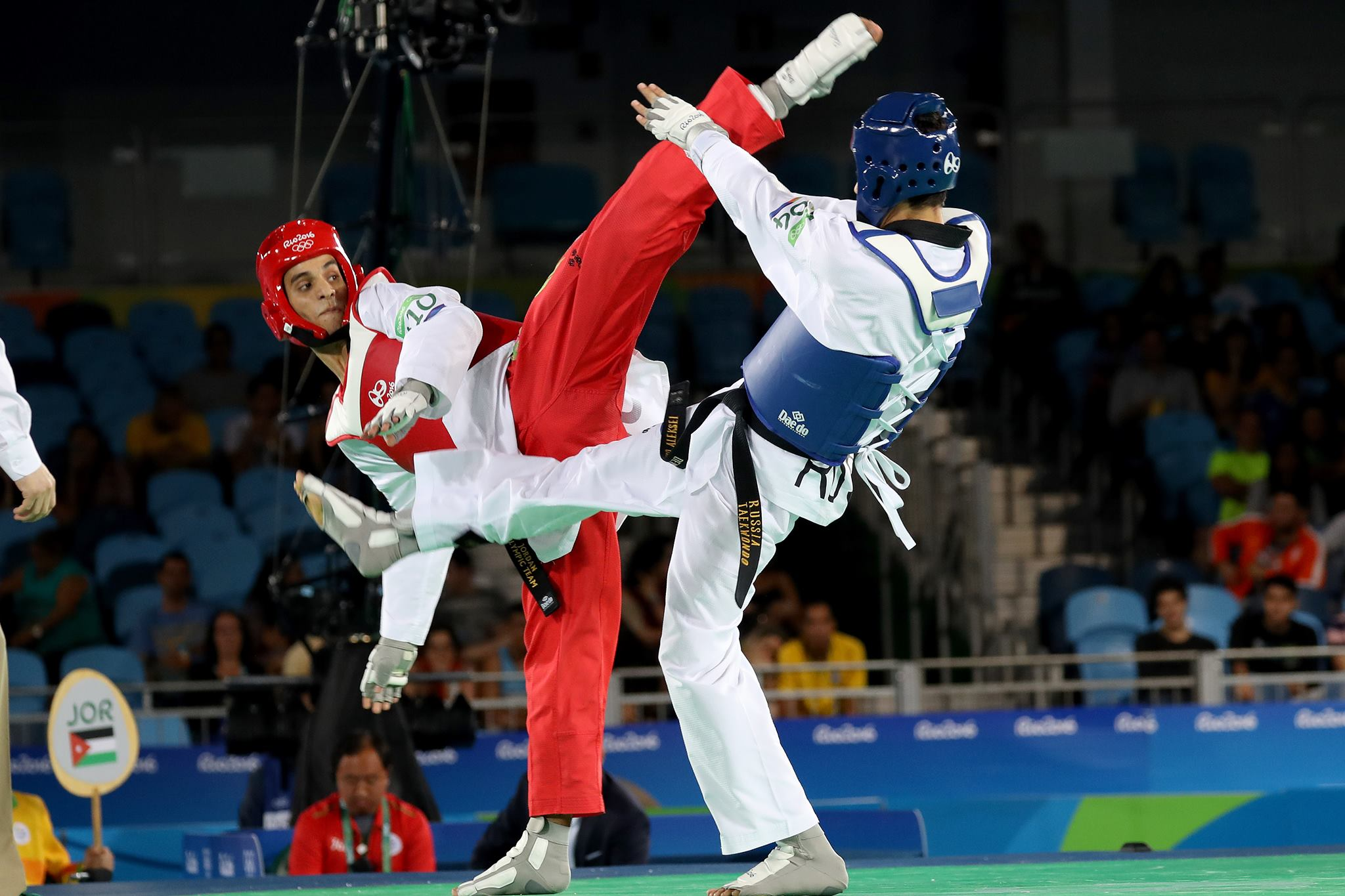
Ahmad Abughauš (vlevo)

Ačkoli se zde hojně provozují jak kolektivní, tak individuální sporty, největších mezinárodních úspěchů dosáhlo království v taekwondu. Vrchol přišel na olympijských hrách v Riu v roce 2016, kdy Ahmad Abughauš získal na hrách vůbec první jordánskou medaili jakékoliv hodnoty, když získal zlato ve váze do 67 kg. Od té doby v tomto sportu i nadále přibývají medaile na světové i asijské úrovni, čímž se taekwondo vedle fotbalu a basketbalu stalo oblíbeným sportem království.
Nejoblíbenějším sportem je fotbal, národní fotbalový tým se v roce 2014 dostal do mezikontinentální baráže mistrovství světa ve fotbale v Brazílii, ale z baráže hrané na dva zápasy nepostoupil po vyřazení Uruguayí, předtím se v letech 2004 a 2011 dostal do čtvrtfinále Mistrovství Asie ve fotbale a v roce 2023 prohrál ve finále s Katarem.
Jordánsko razí politiku inkluzivního sportu a výrazně investuje do podpory účasti dívek a žen ve všech sportech. Ženský fotbalový tým získává na renomé, v březnu 2016 byl na 58. místě na světě. V roce 2016 Jordánsko hostilo Mistrovství světa ve fotbale žen do 17 let, kterého se zúčastnilo 16 týmů reprezentujících šest kontinentů. Turnaj se konal na čtyřech stadionech ve třech jordánských městech Ammán, Zarqa a Irbid. Jednalo se o první ženský sportovní turnaj na Blízkém východě.
Dalším sportem, v němž Jordánsko trvale vyniká, je basketbal, který se kvalifikoval na mistrovství světa v basketbalu mužů 2010 a dostal se i na mistrovství světa 2019 v Číně. Jordánsku chyběl bod k účasti na olympijských hrách v roce 2012, když ve finále Asijského poháru 2010 prohrálo s Čínou 70:69 a místo toho se spokojilo se stříbrem. Národní basketbalový tým se účastní různých mezinárodních a blízkovýchodních turnajů. Mezi místní basketbalové týmy patří např. Al-Orthodoxi Club, Al-Riyadi, Zain, Al-Hussein a Al-Jazeera.
Populární je také box, karate, kickbox, thajský box a ju-jitsu. Na popularitě získávají i méně běžné sporty. Ragby je stále populárnější, jordánský olympijský výbor uznává ragbyovou unii, která dohlíží na tři národní týmy. Ačkoli cyklistika není příliš rozšířená, tento sport se rozvíjí jako životní styl a nový způsob cestování, zejména mezi mládeží. V roce 2014 se podařilo v centru Ammánu vybudovat první skatepark v zemi.